# 蒼鷺與少年
- 關於引用作為此電影日語片名的書籍，請見「你想活出怎樣的人生 (小說)」。
- 關於久石讓創作的電影原聲帶專輯，請見「蒼鷺與少年 (原聲帶)」。

《蒼鷺與少年》是一部2023年上映的日本動畫電影，由宮崎駿執導兼編劇，吉卜力工作室製作。電影原文片名是引用自小說家吉野源三郎在1937年發表的著書《你想活出怎樣的人生》，內容則為宮崎駿原創。劇情講述少年牧眞人在母親因火災喪生後與一隻會說話的蒼鷺相遇，展開不可思議的探索旅程。
宮崎駿過去曾於2013年發表《風起》後宣布引退，在經歷一段時間後，打算繼續製作動畫電影而復出，此部作品是他間隔《風起》10年後再度推出的作品。
廣告手法上，《蒼鷺與少年》是吉卜力工作室少數不進行宣傳，未釋出預告片和劇照，便直接在院線上映的動畫電影。上映後在日本國內獲得的評價普遍兩極，動畫視覺效果、製作、音樂、美術為評論家稱讚的焦點，但同時也有部份評論認為故事偏向艱澀不易理解、配音演出難以讓人融入情境。票房方面在日本上映首日便突破4億日圓，影片賣座的同時也間接帶動吉野源三郎著書的銷售量和再版。
此部影片在日本海外的東亞、北美、歐洲等地上映時同樣獲得許多迴響，

在全球票房有近3億美元的成績，並得到包括第81屆金球獎在內許多國際影評協會頒贈的最佳動畫片獎項肯定。也在第51屆安妮獎與新海誠執導的《鈴芽之旅》並列7項獎項提名，成為日本動畫電影歷年入圍安妮獎獎項數目之最。以及在第96屆奧斯卡金像獎獲得最佳動畫片，成為日本電影界繼吉卜力的《神隱少女》後，第二部獲得此榮譽的動畫電影。

## 劇情
正值太平洋戰爭期間的某天夜晚，牧眞人的母親久子居住的醫院失火，導致他失去了母親，性格也變得寡言。隔年，身為軍需工廠經營者的父親勝一與母親的妹妹夏子再婚，眞人與父親搬遷到母親家族的所在的神奈川縣川崎市（鷺沼站）居住。夏子的住所是一間傳統日式宅院，庭院中有一座早年失蹤的曾舅公以隕石建造的石塔。真人抵達時，留意到宅邸周遭有著一隻蒼鷺。入住後真人對那座塔感到好奇，試圖想從掩埋的入口進入，但卻被宅邸的老僕人們勸阻。當晚夏子告訴真人，她會等真人適應環境後，再告知有關石塔的事情。
轉學的第一天，真人搭著父親開的車抵達學校而引發男同學們嫉妒，又因可免於課後勞動，在回家的路上與同學們打了一架。事後真人用石頭刻意敲打自己的頭造成嚴重傷口，回家後父親認為真人被學校同學打傷，前往學校跟校長與老師爭論。真人在房間裡休養時，那隻蒼鷺進入了真人的房間，用人話對他透露出他的母親並沒有死去。隨後牠引導真人入夢，讓真人做了一場被魚和青蛙吞噬的夢境。與此同時，夏子帶領僕人們尋找真人的下落，她用弓射出一隻箭趕走了蒼鷺。
在家養傷了一段時間，真人仍無法接受夏子是自己的新母親。夏子也為此自責而動了胎氣。對於那隻會講人話的奇異蒼鷺，真人用竹子與牠掉落的羽毛製作一把弓箭，想伺機用來對付牠。
有一天，眞人不經意瞥見夏子走向森林的內處。之後他在房間內測試弓箭而不慎翻倒桌上的書籍，當他整理書籍時，他發現了一本母親生前為他留下的小說《你想活出怎樣的人生》，在閱讀過程中，真人有所感觸流下了淚水。在當天的黃昏時分，夏子在森林的失蹤引起宅邸騷動，眞人和老僕人霧子一起進入塔的後門尋找夏子時，卻被關在裡頭。在塔裡，那隻會說人話的蒼鷺現身後，向真人展示了一個假的母親給他看，眞人之後摧毀了假像，並用弓箭射穿蒼鷺的上喙，使得蒼鷺喪失維持鳥型態的能力，而變成人類模樣的蒼鷺男。之後在塔的頂層冒出一名神秘人物，他發出命令後，眞人被蒼鷺引導進入了名為「下界」的領域。真人剛抵達下界便遭遇鵜鶘群的攻擊，在慌亂中打開一座墓門，之後被一名女性掌船者，也就是年輕時模樣的霧子所救。
生活在下界的年輕霧子平時過著捕獲魚類事務，因魚的內臟是用來滋養回到人間界靈魂「哇啦哇啦」的重要物品，真人便主動幫忙霧子完成取得魚內臟的工作。當真人忙完抽空走到外頭，目擊到有鵜鶘在狩獵哇啦哇啦，這時候在海面上一名待在船上的少女「火美」，利用自己的力量燃放煙火趕走了鵜鶘。隨後霧子向真人解釋，火美是一位能幫助哇啦哇啦返回人間界的重要夥伴。
晚上真人睡不著前去廁所時，發現到一隻受火美的力量影響而瀕死的老鵜鶘，老鵜鶘向真人表示，因為海裡幾乎沒有魚，困在這一片受詛咒海洋導致牠們只能吃哇啦哇啦充飢。在真人將耗盡精力死去的老鵜鶘安葬時，蒼鷺男突然冒出在他身旁。翌日，真人準備幫蒼鷺男取水的時候，蒼鷺男透露出自己知曉夏子的下落，讓真人相當吃驚。之後真人接受與蒼鷺男和解的建議，與他一起出發尋找夏子。
另一方面，現實世界的眾人在尋找真人與夏子過程裡，有進一步揭曉大叔父過去在一顆神秘物體墜落在當地池畔時，發現到該物體裡頭是一座石塔，他便藉著建修宅邸工程來掩蓋石塔的存在。老僕人們也向真人父親透露出，久子生前年輕時也曾有因不明緣故失蹤，經歷一年後才再度現身宅邸的事件。
在真人與蒼鷺男尋找夏子的過程中，蒼鷺男提到夏子目前所待的鐵匠小屋裡，已被一群據說會吃人、性情兇猛的鸚鵡群佔領。真人與蒼鷺男抵達目的地後，落入了鸚鵡群的圈套，幸而火美及時現身讓真人解圍。火美之後讓真人先待在她的住處，建議真人稍作休息再拯救夏子，並提到許多地方都存在著石塔蹤跡。隨後真人與火美一起出發，走到了可回到原來世界的門時，再次遭遇鸚鵡群的攻擊。為了擺脫追兵，真人急忙開啟門逃往原本的世界，並在門外剛好遇見正在尋找真人的父親勝一，同時也讓大量的鸚鵡竄入原本的世界，讓勝一目睹到鸚鵡群返回到原本世界後姿態產生的變化模樣而大為吃驚。之後真人與火美趕緊從門口再度返回下界，抵達夏子所在的產房。
在產房中，真人試圖勸說夏子一起回去原本的世界，但被對方拒絕。在真人理解到對方內心的糾結後，決定接受夏子這名繼母的存在時，真人被產房內的一股力量彈出。隨後火美向控制下界的石塔之主許願，希望讓真人與夏子回到本來的時代，但兩人遭到石頭力量的影響給震飛而陷入昏迷，隨後被鸚鵡群捕獲。在昏迷時，真人從夢境裡與之前在塔頂的神秘人物相見，對方正是過去在塔裡失蹤，被眾人認為已離世的大叔父。真人隨後得知大叔父的真實身分是控制下界平衡的能力者，並且是石塔的塔主。他希望真人能繼承他的位置，來繼續維持下界這個異境的平衡。
醒來後，真人發現自己被捕捉在鸚鵡群的廚房裡，之後由偽裝成鸚鵡的蒼鷺男解危。在得知火美遭鸚鵡王捕獲，被帶去大叔父所在的塔頂與其交易後，真人與蒼鷺男一同尾隨鸚鵡王，並與大叔父再次會面。在大叔父向真人說明平衡下界的方法，以及需要與他有血緣關係、內心無惡意的對象才能成為繼任者後，真人拒絕對方的要求，選擇回到自己的世界，並說出從之前來到夏子的家到現在進入下界以來一路上所體會到的感觸。而鸚鵡王對大叔父想委託給別人來平衡下界的這個決定感到不滿，一氣之下斬碎用來維持下界平衡的堆石，造成下界開始崩壞毀滅。
在眾人逃脫時，霧子趕到塔樓拯救真人一行。來到可返回原來世界的門前，火美拒絕了真人要求一起回到他所處世界的提議，並坦承自己真實身分正是少女時期的久子，為了確保真人的誕生不會受到時間悖論的影響，她必須回到自己所屬的時代，並欣然接受未來無可免於被燒死的命運。真人接受了這個事實後與火美道別，一行人平安地回到他們原先的世界，與正好在外頭尋找他們的父親重逢。
經歷下界歷險後一段時間，戰爭也跟著結束。劇情最後是在真人聽見勝一的呼喚，離開自己的房間，與家人一起返回東京的場景下落幕。

## 登場人物
牧真人
配音：山時聰真（日本）；曾敬驊（台灣）；譚禹（香港）；刘昊然（中國大陸）；路卡·帕多萬（Luca Padovan）（美國）
本作主角，生於昭和時代的少年，故事開始時因為醫院的火災失去母親久子，隔年父親與母親的妹妹夏子再婚後，搬至母親家族的所在地居住。
他在失去母親後性格變得沉默，內心難以接受夏子成為他的繼母，在學校也因身份被同學嫉妒與欺負。在經歷生活不順遂時偶遇蒼鷺，展開連串的奇幻冒險經歷。
蒼鷺
配音：菅田將暉（日本）；許光漢（台灣）；鄧燦陽（香港）；大鹏（中國大陸）；羅伯·派汀森（美國）
一隻會說話的奇異蒼鷺，平時在夏子住所的庭園周遭活動，引誘真人進入到下界展開冒險。在鳥的外型下隱藏著一張擁有大鼻子、禿頭的矮胖男性容貌，時爾以混合鳥與人的姿態現身。
儘管說話惡毒，但許多時候卻幫了真人的忙，因此被其認定為朋友。
牧久子
配音：李心潔（台灣）；顧詠雪（香港）；高圆圆（中國大陸）
真人的母親，於太平洋戰爭期間死於醫院的火災。生前有預留一本小說《你想活出怎樣的人生》給真人。與妹妹夏子長相相似。
火美
配音：愛繆（日本）；蔣慶妍（台灣）；成樂怡（香港）；张含韵（中國大陸）；福原凱倫（美國）
真人在下界偶遇的少女，性格開朗、會照顧他人，有著能操控火焰、以及藉由火焰來瞬間移動到別處的特殊能力。
她的真實身分為年輕時失蹤的久子，在下界闖蕩期間常使用火焰來驅趕想吞食靈魂的鵜鶘群，和身為塔主的大叔父感情親近。
牧夏子
配音：木村佳乃（日本）；李心潔（台灣）；顧詠雪（香港）；高圆圆（中國大陸）；陳靜（美國）
久子的妹妹，真人的阿姨兼繼母，容貌與久子相仿。在她懷孕且與前姐夫勝一結婚後，內心雖介意真人不願接受她是新母親一事，仍會試圖主動親近並保護真人。在捲入下界的相關事件後與真人消弭隔閡，結局時生下與勝一的兒子。
牧勝一（まき しょういち）
配音：木村拓哉（日本）；謝一帆（台灣）；蔡威賢（香港）；朱亚文（中國大陸）；克里斯汀·貝爾（美國）
真人的父親，一名軍用工廠營業者，對真人有著寵溺、過度保護的一面。在妻子久子死後娶了小姨子夏子為續弦，並帶著真人移居妻族老家以躲避戰火。他在得知夏子與真人消失於塔中時，帶上武士刀試圖從塔中將倆人救出。
霧子
配音：柴咲幸（日本）；錢欣郁（台灣）；王慧珠（香港）；林兰（中國大陸）；佛蘿倫絲·普伊（美國）
服侍夏子的老傭人之一，喜愛菸草。她在下界化身成一名懂得掌舵船隻、平時捕捉魚群、提供魚中精華給哇啦哇啦獲得能量的年輕女性。
愛子
配音：大竹忍（日本）；孫若瑜（台灣）；曾慶珏（香港）；马程（中國大陸）
夏子家中的老傭人之一。
泉
配音：竹下景子（日本）；李宛鳳（台灣）；王綺婷（香港）；祝敏（中國大陸）
夏子家中的老傭人之一。
歌子
配音：風吹純（日本）；郭景文（台灣）；謝潔貞（香港）；郭耘涵（中國大陸）
夏子家中的老傭人之一。
惠理子
配音：阿川佐和子（日本）；劉映萱（台灣）；陳安瑩（香港）；姜贺（中國大陸）
夏子家中的老傭人之一。
哇啦哇啦
配音：瀧澤凱倫（日本）
存在於下界的白色圓形物體，是準備成為人間新生命的靈魂。
老鵜鶘
配音：小林薫（日本）；陳國偉（台灣）；何家裕（香港）；张磊（中國大陸）；威廉·達佛（美國）
棲息下界的老鵜鶘，在無法藉由飛越大海前往他島棲息與捕捉海魚之下，藉由捕食哇啦哇啦維持生命。
鸚鵡王
配音：國村隼（日本）；王穗槍（台灣）；高翰文（香港）；朱亚文（中國大陸）；戴夫·巴帝斯塔（美國）
鸚鵡群的領導者，想藉由抓捕到的火美來對統治下界的大叔父進行交易。在真人一行人逃離下界結束冒險時，以鳥類的型態一同跟著出來。
曾舅公
配音：火野正平（日本）；孫中台（台灣）；周志輝（香港）；陈建斌（中國大陸）；馬克·漢米爾（美國）
久子與夏子的，亦是真人的曾舅公。夏子對他的評價為「為人聰明，但讀過多書籍導致精神失常」。
他過去年輕時在潛入高塔後失蹤，之後進到下界裡待到晚年，成為維持下界平衡的強大能力者。平時靠著堆砌手中類似積木的石堆，作為操控下界平衡的方式。

## 影片製作

### 過程
2013年期間，宮崎駿在推出動畫電影《風起》時，舉辦了一場宣佈自己將不再投入長篇動畫製作的引退聲明。
過了一陣子後，宮崎駿把過去所構思的《毛毛蟲波羅》，製作在吉卜力美術館公開的短篇動畫，並且興起想再製作動畫電影的念頭。有閱讀兒童文學習慣的宮崎駿，此期間挑選了幾本認為可行的著作，如英國小說家黛安娜·韋恩·瓊斯的《Earwig and the Witch》（之後改由宮崎吾朗翻拍成《安雅與魔女》）、或是愛爾蘭作家約翰·康納利的《失物之書》（The Book of Lost Things）等等。
在宮崎駿確定撤回引退想法後，吉卜力工作室開始募集人手，並以本田雄擔任作畫監督為中心，讓先前已解散的動畫製作部門再次運作。
對於宮崎駿復出一事，起初吉卜力製作人鈴木敏夫是抱持著反對態度，認為有些名導演的晚年作品被觀眾反應不佳，宮崎駿這樣做可能不利於過去累積的名聲，宮崎駿對此向鈴木敏夫表示他會先繪製約20分鐘長度的分鏡，再請鈴木敏夫做出判斷。鈴木敏夫在看了分鏡圖後雖然認為確實可行，但仍想狠下心拒絕宮崎駿。之後鈴木敏夫前往去找宮崎駿打算拒絕時，宮崎駿詢問了鈴木敏夫是否要喝一杯咖啡，在宮崎駿準備咖啡時，鈴木敏夫心裡突然湧起一股宮崎駿真心想要創作、並希望鈴木敏夫能再幫他一次的感覺，便答應協助宮崎駿復出製作動畫電影。
2017年2月24日，鈴木敏夫在「2017年奧斯卡週」（Oscar Week 2017）活動上宣布宮崎駿回歸長片製作時，表示宮崎駿對於製作的態度轉為：「我在退休，我是邊退休邊做的。」。鈴木敏夫另在NHK電視台的節目《週日美術館》裡提到，宮崎駿這一次想為他的孫子製作一部電影，身為爺爺的他雖然正慢慢走往另一個世界，但要為了親人留下這部作品。
新長片作品的名稱，是宮崎駿在2017年10月28日於早稻田大學在漱石山房記念館舉辦的「致漱石、日本、與孩子們」的活動上，與作家半藤一利對談時公開。名稱是引用自小說家吉野源三郎在1937年發表的著書《你想活出怎樣的人生》，是宮崎駿過去在年少時期就相當欣賞的作品。
此作品起初預計花費三至四年的時間製作，砸下的製作預算，被鈴木敏夫認為是在日本電影歷史上所少見的。為了湊足製作費用，鈴木敏夫說服了不喜愛使用智慧型手機等資訊產品的宮崎駿，同意讓吉卜力過去推出的動畫電影從2020年2月起可在串流影片平台Netflix上觀看，藉此賺取資金。之後在該年年末公開由宮崎吾朗執導的吉卜力3D動畫《安雅與魔女》時，鈴木敏夫額外透露宮崎駿的影片完成進度已達一半左右，並且會是片長達兩小時以上的作品。另外製作流程並沒有規定最後期限，與之前另一吉卜力導演高畑勳耗時八年的《輝夜姬物語》製作流程類似。
在全世界遭新冠病毒波及一段時間後，2022年秋季吉卜力會長星野康二在吉卜力公園開幕前的記者會上，表示在之前的疫情期間，宮崎駿新作的製作進度仍持續進行，目前已經準備接近尾聲。該年年底鈴木敏夫釋出了電影海報，宣布影片會在2023年夏季正式公開。對於外界曾揣測影片內容是否為直接改編吉野源三郎的同名著書時，鈴木敏夫後續在《文藝春秋》上澄清僅使用書名作為影片名稱，劇情本身為宮崎駿的原創故事。
電影的試映會是在2023年2月下旬完成。在試映結束後，宮崎駿自評「也許令人看不懂吧，我自己也有還參不透的部分」。之後在當年第48屆多倫多國際影展上展出此片時，吉卜力的宣傳部長西岡純一對外表示宮崎駿在完成這部影片後，心中必沒有就此打算引退的念頭。

### 構思

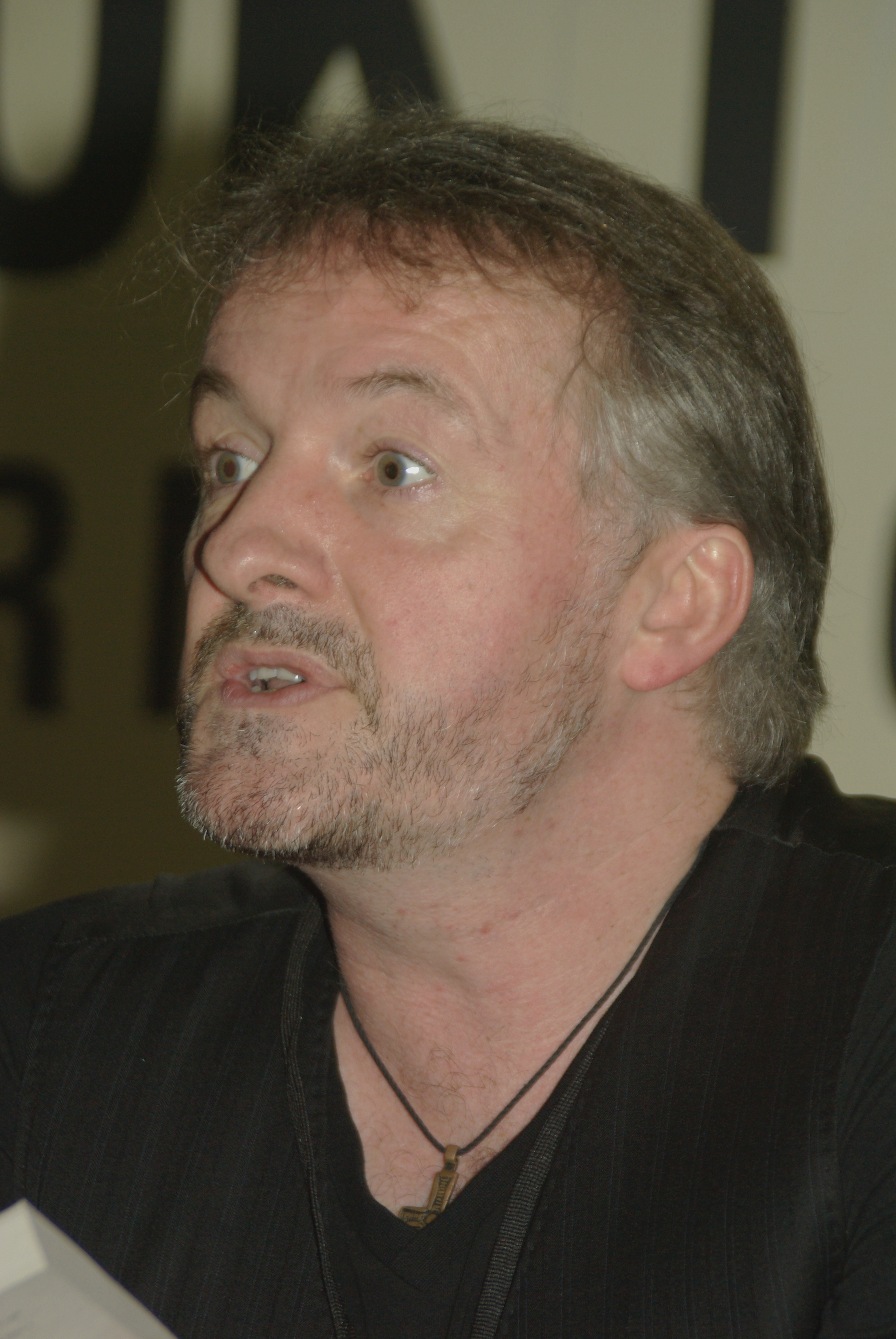
愛爾蘭小說家約翰·康納利。他所撰寫一本關於一位經歷喪母的少年在異世界冒險成長著作《失物之書》，影響著宮崎駿在《蒼鷺與少年》的劇情構思。

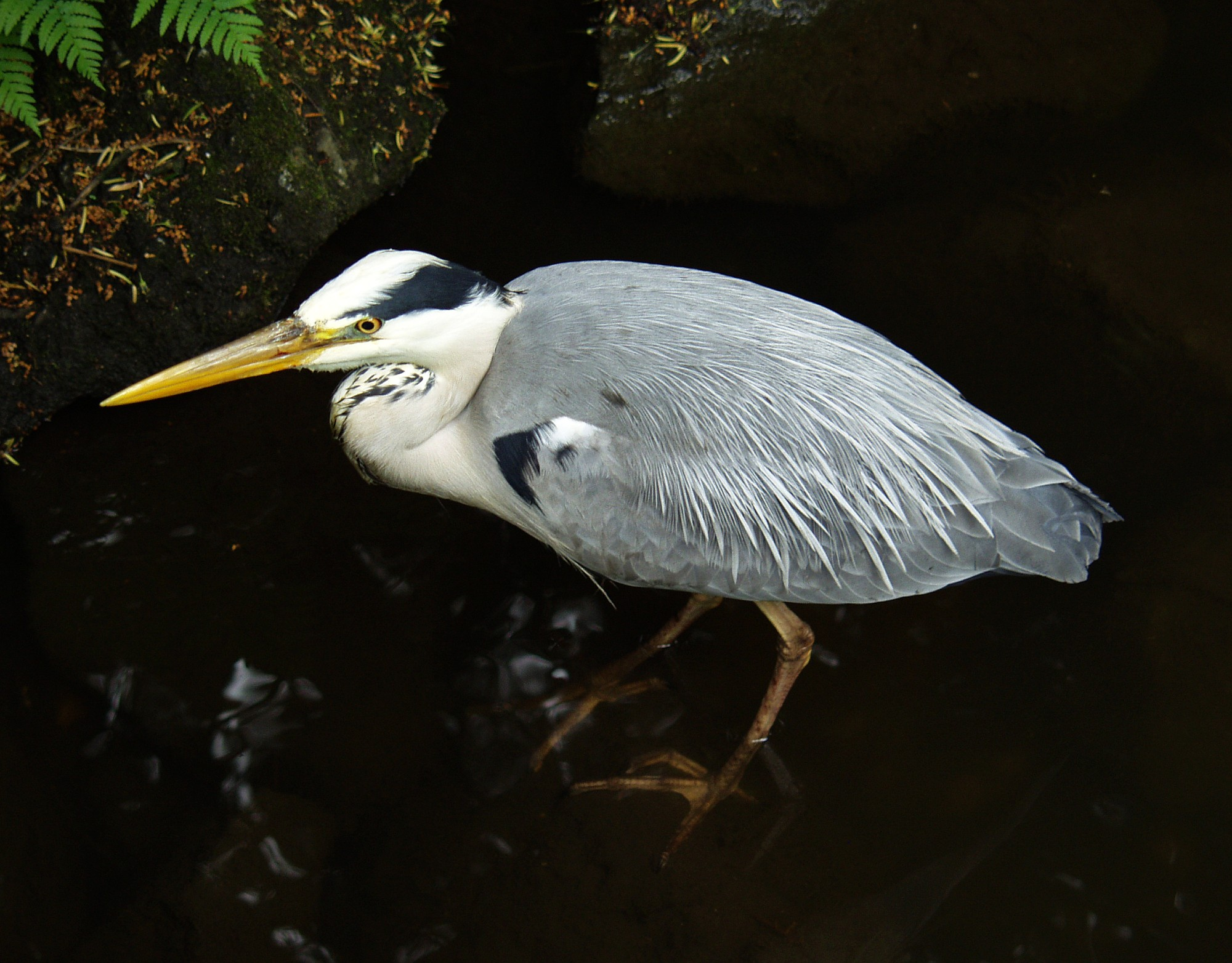
一隻水鳥蒼鷺。宮崎駿的妻子大田朱美曾對鈴木敏夫提過以前有一段時間宮崎家的院子每天會飛來一隻蒼鷺，這段經歷被視作宮崎駿的靈感來源。

從過去到現在製作的各部電影中，宮崎駿認為讓他感到最快樂的內容是有著性格開朗、朝氣的少女，接著是有著具備正義感、充滿活力的少年；但自己內心其實還隱藏著其他的部分，想藉由這次的作品來揭露出。宮崎駿不將此片定位為自傳電影，而是一部在他心裡想說的故事。
在劇情上，約翰·康納利的2006年小說《失物之書》，對於此部作品有著影響。該小說的內容描述了一位名叫大衛（David）的男孩在母親病死後，他的父親娶了一位名叫羅絲（Rose）的女性。大衛因為難以接受羅絲成為他的新母親，時常藉由翻閱書籍來轉移注意，之後他發現到周遭的書籍開始有發出呢喃聲的異象，並時常聽到親生母親的呼喚，後續進入到一個異世界，經歷了一場讓他成長的冒險。宮崎駿當時在閱讀這本書時受到刺激，但不想直接改編原作，打算另外創作一個以日本為舞台的故事。
場景方面，宮崎駿著迷的江戶川亂步小說《幽靈塔》，對於影片裡大宅的石塔外觀有著影響。超現實主義畫家奇里訶的畫作，則被宮崎駿作為大叔父房間周遭外觀的靈感。
劇中許多角色是宮崎駿以自身或是其他人物作為設計原型，如宮崎駿在兒少時期就與牧真人相同，因受戰爭影響而舉家從城市搬遷鄉下地區。宮崎駿的父親，也與牧真人的爸爸牧勝一相同，是在戰爭時期經營工廠的生意人。
與真人有許多爭執場面的蒼鷺男，是宮崎駿以鈴木敏夫為靈感。在作品裡有一幕是真人與蒼鷺男吵架，之後被霧子介入要求兩人合好的橋段，當時鈴木敏夫看了這一段覺得很有趣，順便向宮崎駿詢問蒼鷺男這名角色是否以某個人為靈感時，宮崎駿則刻意回覆「並不是鈴木兄」。真人與蒼鷺男一來一往的對話模樣，對鈴木敏夫而言，就是平時在吉卜力裡他與宮崎駿交談場面的呈現。
大宅傭人之一霧子的模特兒，則是在進入吉卜力之前就已經與宮崎駿一起共事製作動畫的色彩設計師保田道世。保田道世於2016年離世後，鈴木敏夫某日看見宮崎駿繪製的霧子分鏡圖時，該角色各方面的特徵，讓他腦海浮現著保田道世的影子。
另一位吉卜力導演，即宮崎駿在進入動畫界時提拔他的前輩高畑勳，是劇中大叔父的範本來源。最初宮崎駿曾構想過讓大叔父擔任教導真人生存意義的導師，在高畑勳於2018年去世後，宮崎駿取消了這樣的劇情設定。在最後敲定的結局裡，真人拒絕了繼承大叔父管理下界的請求，讓鈴木敏夫認為這段安排對宮崎駿個人而言，有著特別的含意。

### 作畫
有為數部吉卜力動畫處理過原畫的本田雄，此回擔任了本作的作畫監督。本田雄在經手完吉卜力短片《毛毛蟲波羅》的作畫後，正打算回到Khara參與製作庵野秀明的《新世紀福音戰士新劇場版：終》時，他收到了宮崎駿希望他能擔任下一部吉卜力長篇動畫的邀約。當時宮崎駿向本田雄表示，以他當下的年紀來說，《蒼鷺與少年》可能是他人生的最後一部作品，這番請求之後讓本田雄決定繼續留在吉卜力協助宮崎駿。本田雄繼續留在吉卜力一事，曾讓庵野秀明向鈴木敏夫表示，這樣的情況對Khara來說，就像是棒球隊的球季才剛開打，第四棒就被挖走了。
本田雄在接手時，是從真人與夏子見面的段落開始。進度安排起初預定一週完成15個左右的剪輯畫面，之後花了本田雄約6年時間完成。宮崎駿也不對影片的剪輯進行任何改動，只專注於分鏡繪製，具體原畫都交給對方處理。在過程中讓本田雄耗費相當多心力處理的地方，包括有夏子待在產房裡紙片飛舞的表現、霧子用刀切開魚肚時內臟流出模樣等場景。影片上多數的角色樣貌，是本田雄依據宮崎駿的設計草圖忠實呈現，唯獨夏子的輪廓外貌，是本田雄以自己的作畫風格來重新詮釋。
另一名也參與《毛毛蟲波羅》製作的吉卜力動畫師山下明彥，負責協助本田雄作畫上的事務，處理了300個以上場面。在一些代表性的場景，如處理蒼鷺的畫面上，山下明彥沒有完全按照蒼鷺寫真照片的細節來描繪，而是透過繪製一些變形的效果來呈現。真人夢到被青蛙與魚包圍的夢境，山下明彥也刻意不要將青蛙與魚描繪得太寫實，並藉由放慢畫面移動的速度，來表現出該夢境能令人恐懼的感覺。
人手上此次吉卜力動用了60名動畫師，先前吉卜力作品的主要班底吉田昇、安藤雅司、高坂希太郎等人也因應此次的影片製作再次回歸。動畫師井上俊之也在本田雄的邀請下，自1989年的《魔女宅急便》後再次參與宮崎駿作品。因安藤雅司與井上俊之等人並非是製作初期階段的班底，他們在加入團隊時有特別留意到在本田雄的處理之下，《蒼鷺與少年》流露著不同於過往吉卜力動畫的風格，特別是在女性角色方面的描寫。
與宮崎駿有往來關係，或是過去曾是吉卜力成員所成立的動畫室，也有出動人力協助《蒼鷺與少年》的作畫，如庵野秀明的Khara、米林宏昌與西村義明的Studio Ponoc等等。

### 美術
美術班底上，武重洋二此次也回歸擔任《蒼鷺與少年》的美術指導。宮崎駿給予武重的指示，是要採用跟以往風格不同的綠色，武重則是挑選了讓人感到有些陰沉；而非之前宮崎駿動畫中會令人感到耀眼的綠色。吉卜力的長年班底男鹿和雄也率先出面協助武重洋二在美術上的事務，處理劇中牧真人所觀賞到的庭院風景繪製。下界的雲朵描繪，主要由西川洋一著手，他對於異世界的浮雲採用了像是處於黃昏模樣感覺，來營造出獨特感，不同於之前宮崎駿作品那種令人感到明快的畫面。
因過去長年擔任吉卜力動畫色彩設計主力的保田道世，在製作《蒼鷺與少年》前就已離世，此次是由以沼畑富美子為中心的班底，來表現出貼近過往保田所呈現的色彩風格。

### 攝影
負責吉卜力眾多作品攝影指導的奧井敦，對於《蒼鷺與少年》畫面合成的重點著重在「暗」的表現，如在開頭出現的燈火管制街道、或是下界裡晚間月夜的呈現。
因《蒼鷺與少年》預計上映時會採用杜比影院規格，奧井敦有讓宮崎駿觀看過高動態範圍技術的攝影環境，在宮崎駿確認可行後，增加了更多高動態範圍相關設備以利於製作畫面。
對於外界曾揣測《蒼鷺與少年》未使用CG這一點，奧井敦表示實際上有藉由CG技術，來加強原先手繪的畫面。

### 音樂
長期為宮崎駿動畫電影創作音樂的久石讓，此回亦擔任《蒼鷺與少年》的配樂內容。在作曲的方向上，久石讓不打算採用管弦樂團的方式來演奏，想單純以鋼琴來表現出主角牧真人內心的思緒。
主題曲《地球儀》是由歌手米津玄師製作，過去米津玄師受吉卜力小冊子《熱風》採訪時，有前往吉卜力工作室現場參觀，並與宮崎駿見過面。之後米津玄師在創作《紅辣椒》這首應援歌曲的過程時，曾想過若是宮崎駿，會用怎樣的角度去看待孩子們。後續宮崎駿從廣播上聽到《紅辣椒》後相當喜愛，將《蒼鷺與少年》的分鏡圖與內容介紹給米津玄師，米津玄師之後答應接下宮崎駿的請求，為影片完成了這首曲目。

### 配音

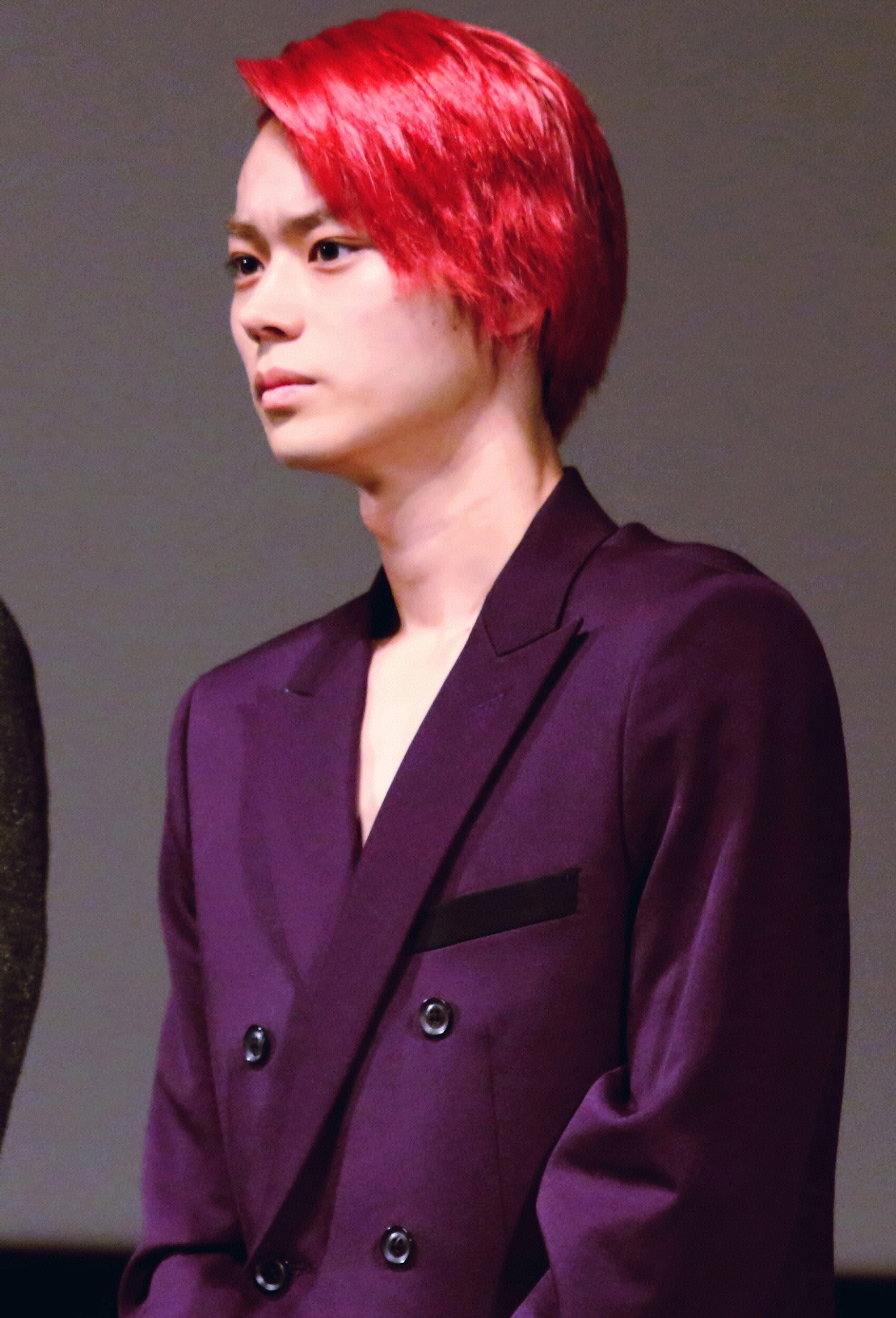
菅田將暉在本片為奇異角色蒼鷺男的配音表現，有列為第22屆華盛頓特區影評人協會最佳配音演出獎的提名人選之一。

主角牧真人的配音，由曾在《韋馱天～東京奧運故事～》、《歡呼》等電視劇演出的山時聰真擔任。在配音過程裡，山時聰真最欣賞的一幕是真人在下界產房裡與夏子打破隔閡的對話，山時聰真也在這段的配音一次到位完成。對於真人在劇情裡所提到代表著「惡意」的頭側傷口，山時聰真認為那個傷口會一直存在，讓真人意識到若要活著下去，就需清楚理解「惡意」這件事情。真人在下界遇到的神祕少女火美，是由女性創作歌手愛繆配音。愛繆先前曾上過鈴木敏夫的廣播，有在節目裡透露出她對於吉卜力作品的喜好，並希望有替作品配音的機會。之後宮崎駿聽了愛繆的《金盞花》、《你不聽搖滾》等歌曲，認為對方的聲音聽起來可行，讓愛繆有試演的機會而入選。愛繆認為《蒼鷺與少年》是部在詢問各自生存之道的電影，就如同所有的吉卜力作品，都在探討「活著」。
與真人之間有許多對手戲、行為詭異的蒼鷺男，是由被稱為「變色龍演員」，具備多樣演技的菅田將暉負責，在配音過程中如何去表現蒼鷺出的叫聲，是菅田將暉花費許多功夫處理的地方。蒼鷺男一路上與真人的關係變化，到最後向真人說出的「再會了，朋友」，是讓菅田將暉深受感動的一刻。菅田將暉的表現成果也被該年度華盛頓特區影評人協會的注意，得到獎項提名的機會。在真人進入下界後給予許多幫助的霧子，為橫跨真人電影與動畫配音領域的歌手柴咲幸擔任。柴咲幸在配音過程裡印象深刻的一幕，是霧子望著一群哇啦哇啦飄向夜晚的天空，看著他們準備重新迎接轉生的那一刻。
負責真人繼母夏子的女影星木村佳乃，表示她與東山紀之婚姻後已是兩名女兒的母親，因此對於親子間相處的微妙情況頗有感觸，配音過程中情緒上能輕鬆投入夏子這名角色。對木村佳乃而言，夏子在產房裡對真人喊著「我討厭你」是相當重要的場景，這一句台詞讓真人對夏子的態度從「妳只是父親喜歡的人」轉變到「夏子媽媽」，這段演出若不是出自內心的嘶吼，是難以表現出的。真人的父親勝一，則由曾替2004年吉卜力動畫《霍爾的移動城堡》主角霍爾配音的木村拓哉擔任。木村拓哉曾在2022年12月1日的個人Instagram上發布了一條帖子，內容有一張將標題給馬賽克的電影劇本照片，並提及「今天，我久違地與一位導演會面，進行了某項工作！」，引起了大家猜測，隨後吉卜力工作室的官方推特以《哈尔的移动城堡》的圖像，發表了感謝的推文。木村拓哉認為能直率表現出感情的勝一，與將感情隱藏起來的真人之間父子關係，是《蒼鷺與少年》的特徵，這部作品對於愛情的描述，也比現在的社會風氣更直接大膽。

### 宣傳
製作人鈴木敏夫對《蒼鷺與少年》選擇不進行傳統的宣傳方式，直接讓此部影片在院線公開，甚至不釋出演員、主要工作人員、預告片和劇照等相關資訊。
對於不進行宣傳一事，鈴木敏夫認為提供了很多影片的相關資訊，或許反而會讓觀眾失去進場的意願；而現今也是一個資訊泛濫的時代，一個什麼情報都沒有的東西，也許會成為一種樂趣。如果要回收《蒼鷺與少年》的製作費，採用普通的宣傳方法可能不行，讓鈴木敏夫決定採取反向操作。宮崎駿起初對不進行宣傳一事感到擔心，最後也選擇相信鈴木敏夫。
之後鈴木敏夫僅在2022年12月12日，釋出一張《蒼鷺與少年》的前導海報圖像，告訴大家這部影片確定上映的日期。該張海報的內容，是鈴木敏夫從宮崎駿繪製的一張蒼鷺全身草圖裡，只擷取面部畫面。宮崎駿當時在見到海報的內容後稱讚了鈴木敏夫，認為完全表現出影片的要點，激發出觀眾的想像力，是他所做過最好的一張海報。
在影片上映了一段時間後，又公開了另一版本的《蒼鷺與少年》海報，該海報內容為牧真人的草圖，並附上作品的宣傳標語「尋找我的朋友。」。

## 上映
《蒼鷺與少年》的首次試映，是在2023年2月下旬進行。之後6月16日，公開了透過杜比影院與杜比全景聲劇院規格放映的消息。後續在7月7日，宣布將在IMAX標準的戲院上映此片，這是吉卜力工作室首次以此形式放映的作品。影片於2023年7月14日在日本正式上映，數日後有發行解說作品內容的電影手冊。
日本海外上映方面，鈴木敏夫當時考量到此作品的原名《你想活出怎樣的人生》對於海外的觀眾可能不好理解，便決定讓此作品的海外譯名統一改為《蒼鷺與少年》（The Boy and the Heron）。之後臺灣由甲上娛樂代理此片，並安排於10月6日在台上映，其中中文版海報的作品名稱也由鈴木敏夫親自題字。香港則由洲立影片代理，安排在2023年年底上映。北美地方的版權是發行商GKIDS取得，英語片名即為《The Boy and the Heron》，也在2023年年底推出。2024年1月5日，铃木敏夫与中國大陸的阿里影业签订了本片的合作意向。3月14日中国大陆发行方公開了本片的特製中文海报，并宣布定档在4月3日上映，片名則採用與日語原始標題相同的《你想活出怎样的人生》。
此作品另有被選為2023年9月期間舉辦的加拿大第48屆多倫多國際影展開幕影片，同時是該影展在開幕活動上首次選擇的日本電影和動畫電影。另也在西班牙的第71屆聖賽巴斯提安國際影展、第56屆錫切斯影展，或是美國的第61屆紐約影展等相關活動披露。
在獲得2024年第96屆奧斯卡金像獎的最佳動畫片榮譽後，日本當地宣布上映此片的英文配音版，日本海外如台灣、北美等地的片商也宣布進行二次上映。

## 迴響

### 票房
電影於日本首映當日，獲得票房4.65億日圓數字。在首週末三日觀影人數突破100萬人，票房上升到16.26亿日圓，成為吉卜力工作室成立以来最高的首周末票房，其中在IMAX規格影院的部分有2.5億日圓，另創下日本IMAX首週票房的歷史紀錄。到了第四日觀影人數有135萬人左右，票房达到21.49亿日圓，超越宮崎駿之前執導的《神隱少女》同期紀錄，以及是《風起》的150%。上映第2週後票房雖然累積到36.2億日圓，但未繼續蟬聯週內最高票房的首位。到了一個月後票房成績是62.2億日圓，觀看人數突破400萬人。之後在日本上映一年期間票房成績為93.4億，超過600萬人數進院觀看，有擠進日本國產電影票房前一百名作品之一。
日本海外票房方面，在台灣於雙十連假期間上映時獲得2000萬以上新台幣票房成績，首週累積到6800萬，是吉卜力作品在台灣當地上映的歷史新高紀錄。在首映後有連續4週盤據台灣週內票房榜首，銷售數字有超過新海誠的《天氣之子》、尾田榮一郎的《航海王劇場版：紅髮歌姬》等日本動畫電影在台上映成績。之後在台票房成績有1.8億新台幣，成為該時期台灣最賣座日本電影的第6名，也於12月中旬加開額外播放片尾曲演唱者米津玄師相關影片的特別場次。香港方面在12月中旬上檔後，在聖誕節檔期有236萬多港元票房，為佳節檔期的第四名最後累積約1300萬港元以上的成績。新加坡方面，有不輸在當地同一檔期上映的迪士尼動畫《星願》票房。中國大陸是在2024年清明連假期間上映此片，在首映當天票房就突破1億人民幣，連假檔期結束時則有近4億人民幣的成績，超過日本當地的票房數字，最後票房累積約7.91億人民幣。
亞洲其他地方的成績，在南韓首映時為當週票房榜首，並在首映後6天內突破100萬人進場觀看，7週後達到逼近200萬人次，最後累積190億韓元左右票房數字。
歐洲方面，《蒼鷺與少年》成為法國與西班牙當地過去以來最賣座的宮崎駿作品，法國有突破百萬人次觀看，達到1000萬歐元票房成績；西班牙的票房則有132萬歐元。在北美地方上映的首週成績是1千2百萬美元，除了拿下了當週的榜首，也是宮崎駿作品在美國劇院市場的新高紀錄。
到了2023年12月中旬期間，《蒼鷺與少年》在全球票房累積到突破1億美元的成績。之後2024年4月期間在中國大陸上映後，達到近3億美元數字。

### 社會反應
自從吉卜力宣布《蒼鷺與少年》的作品消息到公開上映後期間，日文片名與劇情裡引用到的著書《你想活出怎樣的人生》一同受到關注，在日本當地引起熱賣並再版，出版該書籍的岩波書店之後在官方推特上宣布，《你想活出怎樣的人生》賣出了180萬本以上的成績，是岩波書店創辦以來賣最好的書籍。另外日本電子商務公司Mercari用於二手市場買賣的手機應用程式上，也有著《你想活出怎樣的人生》的熱絡交易情況。
網路熱門度方面，在日本雅虎的2023年度搜尋排行、或是推特在日本一帶的2023年趨勢關鍵字排名「XTrendAward」裡，《蒼鷺與少年》都拿下了電影類主題的榜首。

### 評價

#### 日本國內
日本大眾對《蒼鷺與少年》的反響偏向兩極，影片在日本上映第一週時，日本雅虎電影網站的3500名觀眾投票計分裡，給予最低1顆星評分的比例佔33%，滿分5顆星則佔30%，觀眾意見裡正面評論有「具有強烈訊息性的電影」、「從頭到尾都令人興奮」、「動畫視覺圖像多彩」等；反面評論則有「故事難以理解」、「124分鐘的苦行時間」、「故事意義不明」等等。首週表現反應在其他日本影視網站的觀眾評比方面，filmarks.com是滿分5分中的3.8分，.com則是3.4分。
媒體看法部分，《IGN》駐日分部的評論家葛西祝將本片評為滿分10分「傑作」等級，將本片與先前評比的細田守的動畫電影《龍與雀斑公主》、新海誠的動畫電影《鈴芽之旅》、山田尚子執導的《電影版吹響吧！上低音號～莉茲與青鳥～》作類比，稱自己看過本片後，認為新一代電影導演的現代現實主義與世界觀頓時變得無所謂，連自己過往撰寫的影評也變得毫無意義，葛西祝讚揚電影的動畫、宮崎駿以巨大的想象力構築虛構世界的能力、五感捕捉現實與讓人聯想到觸覺的描寫的豐富性，稱這些特性為其他新一代導演相較於宮崎駿屬於相形見絀的層面。曾陸續擔任沖繩國際電影節日本審查員、影評網站CINEMAS+編者的日本影評人在個人影評網站給予本片90分的評價，稱本片的前半部分看似《風起》般的故事，然而抽象程度隨劇情進展演變成猶如《紅烏龜：小島物語》般難以理解的故事，敘事建立在如同《浮士德》和《神曲》的基礎，宮崎駿在片中展現工具和智慧是豐富人生的事物，不會傷害自己或他人，總結道盡管結局有點倉促，給人一種粗糙的感覺；但仍被驚人的視覺表達所蘊含的哲理所吸引。日本動畫研究家冰川龍介評析本片是宫崎駿导演年轻时就嚮往的接近儿童文学的作风，抱持著過去想將《長襪皮皮》动画化的志向从东映动画中出走时的想法，加上自己的人生经验，是绕道而行后又回歸的作品，稱宮崎駿這次的作品相較過往承接著「必須票房賣座、必須傳遞訊息」的重擔，更偏向是宮崎駿面对自己的内心，自由创作的作品，不僅人和生物的动作、表情、自然等的描写力有很大的差异，還描繪出「这个世界值得活下去」的美麗之處。熟悉动漫商业的日本記者數土直志則分析大眾對該片評價兩極的原因，指稱作品裡涵蓋許多沒有說明清楚的空間，然而看过的人可以各自想象和考察那个空間，成為觀賞这部作品的乐趣和热烈的原因，另外如果是原本就不俱備相當人氣的作品，要像《THE FIRST SLAM DUNK》和宮崎駿這般採取事先無宣傳的手法進行行銷，大部分會淪為在不受關注的情況便消聲匿跡的後果。
相關人物方面，《你想活出怎樣的人生》書籍作者吉野源三郎的孫子吉野太一郎認為，在劇中大叔父向牧真人所說的一句話「用自己的雙手，創造一個沒有衝突的世界」，正是生於戰爭期間的宮崎駿，想在這部影片中向未來世代傳遞的訊息。宮崎駿與鈴木敏夫的友人動畫導演押井守認為，此作品反應出宮崎駿窮極一生在追求的戀母情結，配音人選感覺也只是鈴木敏夫純粹依自己喜好來決定，作畫監督本田雄的作畫能力則是此片的亮點，如鵜鶘群飛翔的場景、或是夏子在產房裡被紙張圍繞的表現都相當傑出；但整體來說，這部片跟之前的《風起》一樣，是宮崎駿為了他自己拍出來的東西，也因此變成了一部糟糕的作品，一部無聊程度100%的老人電影。

#### 海外地區
本片在歐美影評界獲得正面為主的評價，根据評論匯總网站爛番茄汇总的233篇评论文章，97%的评论家给予该作正面评价，平均打分为8.5分（满分10分）。该网站总结的评论家共识是“《蒼鷺與少年》透過精美的動畫鏡頭深入探索發人深省的主題，是宮崎駿的另一部傑作。”。娛樂網站Metacritic在2024年1月期間根據54條評論，打出加權平均91分（滿分100分），代表著「普遍讚譽」，本片同時在Metacritic統整的「2023年最佳25部電影」排行榜排名第8名，也是唯二入榜的動畫電影裡加權平均分數最高者。
英國的《廣播公司新聞》將本片形容為「孩子必須克服自私，學會為他人而活的故事」。英國週刊《Time Out》的艾瑪·史提恩（Emma Steen）稱讚這部電影是「一部成熟、複雜的傑作，將導演的過去、現在和未來編織成一個美麗的謎團，值得等待。」。另個英國媒體《衛報》，將本片列為2023年度在英國上映前50個最好的作品之一，並在專欄上表示這部作品有一種藝術家在回顧並沉思他過去所留下作品的莊嚴氣氛，而宮崎駿的電影仍讓人感受到強大的魔法，並期望觀看他的下一部作品可以不必再等10年時間。
美國娛樂媒體網站TheWrap認為這部片展露出宮崎駿內心裡最黑暗的一面，反應出對於生命、死亡的省思，能讓人聯想到2006年電影《羊男的迷宮》的主題，另外指出日語版原文片名《你想活出怎樣的人生》，是個能點出這部片核心與思想的完美片名，也對這傑出片名在日本海外被更名一事感到可惜。另一美國電影資訊網站獨立一線表示《蒼鷺與少年》一方面雖沒有之前宮崎駿在《天空之城》那樣的冒險、《紅豬》的浪漫、《魔法公主》的宏偉，另一方面卻又包含著他之前各個作品的要素，情感上的表現或許無法與《風起》相比，但凝聚成一首更適合作為離別的天鵝之歌。電子娛樂網站Polygon稱這部片就像是一場光榮又瘋狂的告別，彷彿像在對人宣告著「不管你喜不喜歡，這就是我一生的作品，再見。」，裡頭具備著所有最終一曲的要素，就看宮崎駿本人是否就真的打算退休。
台灣《天下雜誌》的專欄作家野島剛稱宮崎駿從《風之谷》至《神隱少女》時期的作品，都還處於理想和商業間取得平衡的時期；但在《崖上的波妞》開始作品漸漸出現不能完全被理解的部份。雖然電影的影像品質與登場的動物設計形象可愛，也有著傳達給觀眾持續思考「如何活著」就能愈來愈接近理想的正面訊息，至於影片是否精彩則是雖不到失望的地步，但走出電影院時，無法露出滿足的微笑。用一句話形容這部作品是「不迎合觀眾，從頭到尾集結了宮崎駿的堅持」，不過正因為他是宮崎駿，所以可以在最後的作品中製作自己理想內容，這部作品可能不會成為口耳相傳的名作，但仍是這名電影巨匠的人生歷史中重要的一部創作。

### 獎項
《蒼鷺與少年》有入選數十個電影業界典禮的獎項提名，包含最佳動畫片、最佳外語片、最佳原創配樂等獎項。在日本國內有得到第78屆每日電影獎的大藤信郎獎、第47屆日本電影學院獎的最佳動畫片獎；海外則有獲得第81屆金球獎的金球獎最佳動畫、第77屆英國電影學院獎的英國電影學院獎最佳動畫片、第96屆奧斯卡金像獎的最佳動畫長片等獎項。

#### 日本國內
| 舉辦單位                | 頒獎日期       | 獎項類別     | 提名作品‧人物  | 結果 |
| ----------------------- | -------------- | ------------ | -------------- | ---- |
| 第48屆報知電影獎        | 2023年11月27日 | 最佳動畫片獎 | 《蒼鷺與少年》 | 提名 |
| 第78屆每日電影獎        | 2024年1月19日  | 最佳動畫片獎 | 《蒼鷺與少年》 | 提名 |
| 第78屆每日電影獎        | 2024年1月19日  | 大藤信郎獎   | 《蒼鷺與少年》 | 獲獎 |
| 第2屆新潟國際動畫電影展 | 2024年2月16日  | 蕗谷虹兒獎   | 本田雄         | 獲獎 |
| 第47屆日本電影學院獎    | 2024年3月8日   | 最佳動畫片獎 | 《蒼鷺與少年》 | 獲獎 |

#### 國際
| 舉辦單位                                | 頒獎日期       | 獎項類別               | 提名作品‧人物                  | 結果         |
| --------------------------------------- | -------------- | ---------------------- | ------------------------------ | ------------ |
| 第48屆多倫多國際影展                    | 2023年9月17日  | 觀眾票選獎             | 《蒼鷺與少年》                 | 第三名       |
| 荷蘭想像電影節                          | 2023年11月4日  | 銀色呼嘯獎             | 《蒼鷺與少年》                 | 獲獎         |
| 第89屆紐約影評人協會獎                  | 2023年11月30日 | 最佳動畫片             | 《蒼鷺與少年》                 | 獲獎         |
| 密西根影評協會獎                        | 2023年12月4日  | 最佳動畫片獎           | 《蒼鷺與少年》                 | 提名         |
| 第95屆國家評論協會獎                    | 2023年12月6日  | 年度十大電影           | 《蒼鷺與少年》                 | 獲獎         |
| 第44屆波士頓影評人協會獎                | 2023年12月10日 | 最佳動畫片獎           | 《蒼鷺與少年》                 | 獲獎         |
| 第49屆洛杉磯影評人協會獎                | 2023年12月10日 | 最佳動畫片獎           | 《蒼鷺與少年》                 | 獲獎         |
| 第22屆華盛頓特區影評人協會獎            | 2023年12月10日 | 最佳動畫片獎           | 《蒼鷺與少年》                 | 提名         |
| 第22屆華盛頓特區影評人協會獎            | 2023年12月10日 | 最佳配音演出獎         | 菅田將暉                       | 提名         |
| 獨立一線影評人投票獎                    | 2023年12月11日 | 最佳外語片獎           | 《蒼鷺與少年》                 | 第三名       |
| 第36屆芝加哥影評人協會獎                | 2023年12月12日 | 最佳動畫片獎           | 《蒼鷺與少年》                 | 獲獎         |
| 第36屆芝加哥影評人協會獎                | 2023年12月12日 | 最佳外語片獎           | 《蒼鷺與少年》                 | 提名         |
| 第27屆拉斯維加斯影評人協會獎            | 2023年12月13日 | 最佳動畫片獎           | 《蒼鷺與少年》                 | 提名         |
| 第27屆拉斯維加斯影評人協會獎            | 2023年12月13日 | 威廉·荷頓終身成就獎    | 宮崎駿                         | 提名         |
| 第24屆鳳凰城影評人協會獎                | 2023年12月14日 | 最佳動畫片獎           | 《蒼鷺與少年》                 | 提名         |
| 第20屆聖路易斯影評人協會獎              | 2023年12月17日 | 最佳動畫片獎           | 《蒼鷺與少年》                 | 第二名       |
| 第27屆多倫多影評人協會獎                | 2023年12月17日 | 最佳動畫片獎           | 《蒼鷺與少年》                 | 第二名       |
| 第6屆費城影評人協會獎                   | 2023年12月17日 | 最佳動畫片獎           | 《蒼鷺與少年》                 | 獲獎         |
| 第6屆費城影評人協會獎                   | 2023年12月17日 | 最佳外語片獎           | 《蒼鷺與少年》                 | 獲獎         |
| 印第安納電影記者協會獎                  | 2023年12月17日 | 最佳動畫片獎           | 《蒼鷺與少年》                 | 提名         |
| 印第安納電影記者協會獎                  | 2023年12月17日 | 最佳外語片獎           | 《蒼鷺與少年》                 | 提名         |
| 北德克薩斯影評人協會獎                  | 2023年12月18日 | 最佳動畫片獎           | 《蒼鷺與少年》                 | 提名         |
| 第29屆達拉斯—沃斯堡影評人協會獎         | 2023年12月18日 | 最佳動畫片獎           | 《蒼鷺與少年》                 | 獲獎         |
| 第28屆聖地牙哥影評人協會獎              | 2023年12月19日 | 最佳動畫片獎           | 《蒼鷺與少年》                 | 獲獎         |
| 線上女性影評人協會獎                    | 2023年12月21日 | 最佳動畫片獎           | 《蒼鷺與少年》                 | 提名         |
| 第28屆佛羅里達影評人協會獎              | 2023年12月21日 | 最佳影片獎             | 《蒼鷺與少年》                 | 獲獎         |
| 第28屆佛羅里達影評人協會獎              | 2023年12月21日 | 最佳外語片獎           | 《蒼鷺與少年》                 | 提名         |
| 第28屆佛羅里達影評人協會獎              | 2023年12月21日 | 最佳動畫片獎           | 《蒼鷺與少年》                 | 獲獎         |
| 第28屆佛羅里達影評人協會獎              | 2023年12月21日 | 最佳配樂獎             | 久石讓                         | 獲獎         |
| 奧克拉荷馬影評人協會獎                  | 2024年1月3日   | 年度十大電影           | 《蒼鷺與少年》                 | 第九名       |
| 第12屆北卡羅萊納影評人協會獎            | 2024年1月3日   | 最佳動畫片獎           | 《蒼鷺與少年》                 | 提名         |
| 第17屆女性電影記者聯盟                  | 2024年1月3日   | 最佳動畫片獎           | 《蒼鷺與少年》                 | 獲獎         |
| 第22屆哥倫布影評人協會獎                | 2024年1月4日   | 最佳動畫片獎           | 《蒼鷺與少年》                 | 提名         |
| 第22屆哥倫布影評人協會獎                | 2024年1月4日   | 最佳外語片獎           | 《蒼鷺與少年》                 | 提名         |
| 第13屆喬治亞影評人協會獎                | 2024年1月5日   | 最佳動畫片獎           | 《蒼鷺與少年》                 | 第二名       |
| 第13屆喬治亞影評人協會獎                | 2024年1月5日   | 最佳國際影片獎         | 《蒼鷺與少年》                 | 提名         |
| 第22屆猶他影評人協會獎                  | 2024年1月6日   | 最佳動畫片獎           | 《蒼鷺與少年》                 | 提名         |
| 大西紐約影評人協會獎                    | 2024年1月6日   | 最佳動畫片獎           | 《蒼鷺與少年》                 | 獲獎         |
| 大西紐約影評人協會獎                    | 2024年1月6日   | 最佳外語片獎           | 《蒼鷺與少年》                 | 提名         |
| 第7屆阿斯特拉獎                         | 2024年1月6日   | 最佳動畫片獎           | 《蒼鷺與少年》                 | 提名         |
| 第7屆阿斯特拉獎                         | 2024年1月6日   | 最佳國際電影製片人     | 宮崎駿                         | 獲獎         |
| 第5屆DiscussingFilm評論家獎             | 2024年1月6日   | 最佳動畫片獎           | 《蒼鷺與少年》                 | 第二名       |
| 第5屆DiscussingFilm評論家獎             | 2024年1月6日   | 最佳外語片獎           | 《蒼鷺與少年》                 | 提名         |
| 第5屆DiscussingFilm評論家獎             | 2024年1月6日   | 最佳原創配樂獎         | 久石讓                         | 提名         |
| 第81届金球獎                            | 2024年1月7日   | 最佳動畫片獎           | 《蒼鷺與少年》                 | 獲獎         |
| 第81届金球獎                            | 2024年1月7日   | 最佳原創配樂獎         | 久石讓                         | 提名         |
| 第8屆西雅圖影評人協會獎                 | 2024年1月8日   | 最佳動畫片獎           | 《蒼鷺與少年》                 | 提名         |
| 第8屆西雅圖影評人協會獎                 | 2024年1月8日   | 最佳外語片獎           | 《蒼鷺與少年》                 | 提名         |
| 第22屆舊金山灣區影評人協會獎            | 2024年1月9日   | 最佳動畫片獎           | 《蒼鷺與少年》                 | 獲獎         |
| 金番茄獎                                | 2024年1月9日   | 最佳動畫片獎           | 《蒼鷺與少年》                 | 第三名       |
| 第19屆奧斯汀影評人協會獎                | 2024年1月10日  | 最佳動畫片獎           | 《蒼鷺與少年》                 | 提名         |
| 第19屆奧斯汀影評人協會獎                | 2024年1月10日  | 最佳外語片獎           | 《蒼鷺與少年》                 | 提名         |
| 第4屆Gold House年度金榜                 | 2024年1月10日  | 最佳動畫片獎           | 《蒼鷺與少年》                 | 獲獎         |
| 第4屆Gold House年度金榜                 | 2024年1月10日  | 最佳原創劇本獎         | 《蒼鷺與少年》                 | 榮譽提名獎   |
| 第4屆Gold House年度金榜                 | 2024年1月10日  | 最佳導演               | 《蒼鷺與少年》                 | 榮譽提名獎   |
| 丹佛影評人協會獎                        | 2024年1月12日  | 最佳動畫片獎           | 《蒼鷺與少年》                 | 提名         |
| 夏威夷影評人協會獎                      | 2024年1月12日  | 最佳動畫片獎           | 《蒼鷺與少年》                 | 提名         |
| 夏威夷影評人協會獎                      | 2024年1月12日  | 最佳配音演出獎         | 羅伯·派汀森 （蒼鷺男英語配音） | 提名         |
| 第29屆評論家選擇獎                      | 2024年1月14日  | 最佳動畫片獎           | 《蒼鷺與少年》                 | 提名         |
| 波特蘭影評人協會獎                      | 2024年1月15日  | 最佳動畫片獎           | 《蒼鷺與少年》                 | 第二名       |
| 波特蘭影評人協會獎                      | 2024年1月15日  | 最佳外語片獎           | 《蒼鷺與少年》                 | 提名         |
| 第5屆北達科他電影協會獎                 | 2024年1月15日  | 最佳動畫片獎           | 《蒼鷺與少年》                 | 提名         |
| 音樂城影評人協會獎                      | 2024年1月15日  | 最佳動畫片獎           | 《蒼鷺與少年》                 | 提名         |
| 音樂城影評人協會獎                      | 2024年1月15日  | 最佳配樂獎             | 《蒼鷺與少年》                 | 提名         |
| 音樂城影評人協會獎                      | 2024年1月15日  | Jim Ridley特別獎       | 《蒼鷺與少年》                 | 提名         |
| 芝加哥獨立影評人協會獎（Windie Awards） | 2024年1月19日  | 最佳外語片獎           | 《蒼鷺與少年》                 | 提名         |
| 芝加哥獨立影評人協會獎（Windie Awards） | 2024年1月19日  | 最佳動畫片獎           | 《蒼鷺與少年》                 | 提名         |
| 芝加哥獨立影評人協會獎（Windie Awards） | 2024年1月19日  | 最佳原創配樂獎         | 《蒼鷺與少年》                 | 提名         |
| 第17屆休士頓影評人協會獎                | 2024年1月22日  | 最佳動畫片獎           | 《蒼鷺與少年》                 | 提名         |
| 第17屆休士頓影評人協會獎                | 2024年1月22日  | 最佳原創配樂獎         | 久石讓                         | 提名         |
| 第27屆線上影評人協會獎                  | 2024年1月22日  | 最佳動畫片獎           | 《蒼鷺與少年》                 | 提名         |
| 第44屆倫敦影評人協會獎                  | 2024年2月4日   | 最佳外語片獎           | 《蒼鷺與少年》                 | 提名         |
| 第44屆倫敦影評人協會獎                  | 2024年2月4日   | 最佳動畫片獎           | 《蒼鷺與少年》                 | 獲獎         |
| 明尼蘇達影評人聯盟獎                    | 2024年2月4日   | 最佳動畫片獎           | 《蒼鷺與少年》                 | 提名         |
| 第28屆藝術指導工會傑出作品設計獎        | 2024年2月10日  | 動畫電影卓越製作設計獎 | 武重洋二                       | 提名         |
| 第21屆國際影迷協會獎                    | 2024年2月11日  | 年度最佳影片           | 《蒼鷺與少年》                 | 第十五名     |
| 第21屆國際影迷協會獎                    | 2024年2月11日  | 最佳動畫片獎           | 《蒼鷺與少年》                 | 獲獎         |
| 第21屆國際影迷協會獎                    | 2024年2月11日  | 最佳配樂獎             | 久石讓                         | 獲獎         |
| 第21屆國際影迷協會獎                    | 2024年2月11日  | 最佳音效設計獎         | 笠松廣司                       | 提名         |
| 拉丁娛樂記者協會獎                      | 2024年2月12日  | 最佳動畫片獎           | 《蒼鷺與少年》                 | 提名         |
| 第5屆美國作曲家與作詞家獎協會獎         | 2024年2月13日  | 傑出片廠電影原創配樂獎 | 久石讓                         | 提名         |
| 第51屆安妮獎                            | 2024年2月17日  | 最佳動畫片獎           | 《蒼鷺與少年》                 | 提名         |
| 第51屆安妮獎                            | 2024年2月17日  | 最佳動畫長片導演獎     | 宮崎駿                         | 提名         |
| 第51屆安妮獎                            | 2024年2月17日  | 最佳動畫長片分鏡獎     | 宮崎駿                         | 獲獎         |
| 第51屆安妮獎                            | 2024年2月17日  | 最佳動畫長片劇本獎     | 宮崎駿                         | 提名         |
| 第51屆安妮獎                            | 2024年2月17日  | 最佳動畫美術設計獎     | 武重洋二                       | 提名         |
| 第51屆安妮獎                            | 2024年2月17日  | 最佳動畫角色獎         | 本田雄                         | 獲獎         |
| 第51屆安妮獎                            | 2024年2月17日  | 最佳配樂獎             | 久石讓                         | 提名         |
| NBP電影社群獎                           | 2024年2月18日  | 最佳配音演出獎         | 羅伯·派汀森                    | 第二名       |
| NBP電影社群獎                           | 2024年2月18日  | 最佳動畫片獎           | 《蒼鷺與少年》                 | 第二名       |
| NBP電影社群獎                           | 2024年2月18日  | 最佳國際影片獎         | 《蒼鷺與少年》                 | 第二名       |
| NBP電影社群獎                           | 2024年2月18日  | 最佳原創配樂獎         | 《蒼鷺與少年》                 | 第二名       |
| 第77屆英國電影學院獎                    | 2024年2月18日  | 最佳動畫片獎           | 《蒼鷺與少年》                 | 獲獎         |
| 第77屆英國電影學院獎                    | 2024年2月18日  | 最佳外語片獎           | 《蒼鷺與少年》                 | 入圍初选名单 |
| 國際電影樂評人協會                      | 2024年2月22日  | 年度電影配樂           | 久石讓                         | 提名         |
| 國際電影樂評人協會                      | 2024年2月22日  | 最佳動畫電影原聲帶     | 久石讓                         | 獲獎         |
| 第35屆美國製片人工會獎                  | 2024年2月25日  | 最佳動畫片獎           | 《蒼鷺與少年》                 | 提名         |
| 多利安電影獎                            | 2024年2月26日  | 年度非英語電影         | 《蒼鷺與少年》                 | 提名         |
| 多利安電影獎                            | 2024年2月26日  | 年度動畫片             | 《蒼鷺與少年》                 | 獲獎         |
| 多利安電影獎                            | 2024年2月26日  | 年度電影音樂           | 久石讓                         | 提名         |
| NBP電影獎                               | 2024年2月26日  | 最佳配音演出獎         | 羅伯·派汀森                    | 獲獎         |
| NBP電影獎                               | 2024年2月26日  | 最佳動畫片獎           | 《蒼鷺與少年》                 | 第二名       |
| NBP電影獎                               | 2024年2月26日  | 最佳原創配樂獎         | 《蒼鷺與少年》                 | 提名         |
| 第60屆電影音訊協會獎                    | 2024年3月2日   | 動畫電影混音獎         | 笠松廣司                       | 提名         |
| 第28屆線上電影與電視協會獎              | 2024年3月3日   | 最佳動畫片獎           | 《蒼鷺與少年》                 | 第二名       |
| 第28屆衛星獎                            | 2024年3月3日   | 最佳動畫片或混合媒體獎 | 《蒼鷺與少年》                 | 獲獎         |
| 第96屆奧斯卡金像獎                      | 2024年3月10日  | 最佳動畫長片           | 《蒼鷺與少年》                 | 獲獎         |
| 第4屆評論家選擇協會超級獎               | 2024年4月4日   | 最佳科幻/奇幻電影      | 《蒼鷺與少年》                 | 提名         |

## 家用媒體
由米津玄師創作的片尾曲《地球儀》單曲CD以及久石讓創作的影片原聲帶，分別在2023年7月26日與8月9日發行。其中《地球儀》曾拿下Oricon日本動畫單曲與日本告示牌數位音樂下載的週內排行榜首。
DVD、藍光光碟、UHD藍光光碟是在2024年7月期間發行，這也是吉卜力首次推出具超高畫質、杜比全景聲規格的家用影音產品。在日本發行的當週，皆為Oricon公信榜的DVD、藍光光碟週內銷售排行首位。
串流媒體方面，Netflix在2024年3月期間宣布將在影片生產國日本與美國以外地方提供播放《蒼鷺與少年》的服務，美國當地則由Max影片服務平台取得播放此影片的權利。

### 文獻書籍
- 新井敏記 (编).  . SWITCH. Vol. 41 (日本: Switch-Pub). 2023-08-20. ISBN 978-488-4-186067 （日语）.
- 塚崎雄也 (编).  . TV Bros. Vol. 10 (日本: 東京新聞通信社). 2023-08-30. ASIN B0CGX9SSHB （日语）.
- 鈴木敏夫.  . 日本: 岩波書店. 2017-03-29. ISBN 978-400-0-611947 （日语）.
- 鈴木敏夫.  . 日本: 集英社. 2023-06-16. ISBN 978-408-7-212686 （日语）.
- 石井朋彥.  . 日本: 東寶. 2023-10-27. ASIN B0CLY4WHLF （日语）.
- 約翰·康納利. . 台灣: 麥田出版. 2007-07. ISBN 978-986-1-732497 （中文（臺灣））.

### 引用來源
1. 1 2 3  . The Numbers.   [2024-10-20]. （原始内容存档于2024-09-21） （美国英语）.
2. 1 2  . . 2024-04-29  [2024-07-17]. （原始内容存档于2024-07-16） （日语）.
3. 1 2   (pdf). 國家電影及視聽文化中心. 2024-04-03  [2024-04-05]. （原始内容存档于2024-04-04） （中文（臺灣））.
4. 1 2  . 香港貿易發展局.   [2024-01-23]. （原始内容存档于2024-01-23） （中文（香港））.
5. 1 2  . 中国电影票房.   [2024-07-17]. （原始内容存档于2024-07-17） （中文（中国大陆））.
6. ↑  重磅消息！宮﨑駿新片台灣搶先全球𝟷𝟶月𝟼日上映 中文片名正式公開【#蒼鷺與少年】. 甲上娛樂於Facebook. 2023-08-15 [2023-09-09] （繁體中文）.
7. ↑  . 日本雅虎. 2022-12-17  [2018-01-22]. （原始内容存档于2022-12-19） （日语）.
8. ↑  小原篤. . 朝日新聞. 2017-10-28  [2018-01-22]. （原始内容存档于2018-02-25） （日语）.
9. ↑  FRaU編輯部. . 講談社. 2023-07-14  [2024-01-01]. （原始内容存档于2023-07-20） （日语）.
10. ↑  愛德華; yuyu. . 美麗佳人. 2023-07-14  [2023-07-18]. （原始内容存档于2023-07-18） （中文（臺灣））.
11. ↑  張庭暄. . TVBS新聞網. 2023-07-20  [2023-07-23]. （原始内容存档于2023-07-23） （中文（臺灣））.
12. 1 2 3  . 產經新聞. 2023-07-27  [2023-08-10]. （原始内容存档于2023-08-01） （日语）.
13. ↑  TNL JP編集部. . 日本雅虎. 2023-11-29  [2024-01-01]. （原始内容存档于2023-12-01） （日语）.
14. ↑  . 時事通信社. 2023-12-11  [2024-01-01]. （原始内容存档于2024-01-01） （日语）.
15. ↑  佐藤久理子. . .com. 2023-11-30  [2024-01-01]. （原始内容存档于2023-12-12） （日语）.
16. ↑  . NHK. 2024-01-08  [2024-01-08]. （原始内容存档于2024-01-08） （日语）.
17. ↑  . . .com. 2023-12-31  [2024-01-01]. （原始内容存档于2024-01-01） （日语）.
18. ↑  . 安妮獎. 2024-01-12  [2024-01-12]. （原始内容存档于2024-01-12） （美国英语）.
19. 1 2 3  . NHK新聞. 2024-03-11  [2024-03-11]. （原始内容存档于2024-03-11） （日语）.
20. 1 2 3 4 5 6  吉野太一郎. . 好書好日. 2023-07-14  [2023-07-14]. （原始内容存档于2023-07-14） （日语）.
21. 1 2 3 4 5 6  . . Ciatr. 2023-08-18  [2024-01-01]. （原始内容存档于2023-11-26） （日语）.
22. 1 2 3 4 5 6 7 8 9 10 11 12 13 14  . ORICON. 2023-08-18  [2023-09-25]. （原始内容存档于2023-09-20） （日语）.
23. 1 2 3 4  【《蒼鷺與少年》｜中文版配音明星陣容大公開】. 甲上娛樂於Facebook. 2023-09-25 [2023-09-25] （繁體中文）.
24. 1 2 3 4 5 6 7 8 9 10 11 12 13 14  精彩中配版夢幻配音團隊 #蒼鷺與少年. 偉憶數位錄音於Facebook. 2023-09-25 [2023-09-25] （繁體中文）.
25. ↑  . 香港配音從業員工會.   [2024-04-02]. （原始内容存档于2024-04-02） （中文（香港））.
26. 1 2 3 4 5 6 7 8  . 遊俠網. 2024-03-21  [2024-04-05]. （原始内容存档于2024-03-21） （中文（中国大陆））.
27. 1 2 3 4 5 6 7 8 9  Valerie Wu. . 《綜藝》雜誌. 2023-10-17  [2024-02-07]. （原始内容存档于2023-10-22） （美国英语）.
28. 1 2 3 4 5 6 7 8 9 10  逢坂千里. . Ciatr. 2023-08-18  [2024-01-01]. 原始内容存档于2024-01-01 （日语）.
29. 1 2  新井敏記 2023，第16頁，
30. ↑  安藤健二. . 哈芬登郵報. 2017-05-19  [2018-01-22]. （原始内容存档于2018-01-22） （日语）.
31. ↑  Animage Plus 編輯部. . Animage Plus. 2020-12-22  [2024-01-01]. （原始内容存档于2021-04-15） （日语）.
32. 1 2 3 4  . . Real Sound. 2023-07-14  [2024-01-01]. （原始内容存档于2023-07-15） （日语）.
33. 1 2  鈴木敏夫 2017，第317頁，
34. 1 2  鈴木敏夫 2023，第405-406頁，
35. ↑  . ITmedia, Inc. 2017-05-19  [2018-01-22]. （原始内容存档于2017-08-23） （日语）.
36. ↑  鈴木敏夫 2017，第318頁，
37. 1 2  鈴木敏夫 2023，第403頁，
38. 1 2 3  . NHK新聞. 2023-07-06  [2023-07-12]. （原始内容存档于2023-07-18） （日语）.
39. ↑  . IT Media. 2017-02-24  [2022-12-13]. （原始内容存档于2017-02-24） （日语）.
40. ↑  Zack Sharf. . 獨立一線. 2017-10-25  [2024-01-01]. （原始内容存档于2023-10-08） （美国英语）.
41. 1 2  小原篤. . 朝日新聞. 2017-10-28  [2022-12-17]. （原始内容存档于2017-10-28） （日语）.
42. ↑  . 產經新聞. 2017-10-30  [2018-01-22]. （原始内容存档于2018-02-03） （日语）.
43. ↑  . Sponichi Annex. 2023-08-10  [2024-01-01]. （原始内容存档于2023-08-13） （日语）.
44. ↑  生田綾. . 哈芬登郵報. 2020-03-07  [2024-01-01]. （原始内容存档于2020-03-08） （日语）.
45. ↑  柳橋閑. . . 2020-12-11  [2022-12-17]. （原始内容存档于2022-12-14） （日语）.
46. ↑  Adriana Hazra. . 動畫新聞網. 2021-03-08  [2024-01-01]. （原始内容存档于2021-03-09） （美国英语）.
47. 1 2  Jordan Raup. . The Film Stage. 2022-10-27  [2024-01-01]. （原始内容存档于2022-12-20） （美国英语）.
48. 1 2  . 中日新聞.   [2022-12-13]. （原始内容存档于2022-12-13） （日语）.
49. ↑  Mark Schilling. . 《綜藝》雜誌. 2023-06-05  [2023-07-13]. （原始内容存档于2023-06-06） （美国英语）.
50. ↑  . Front Row. 2023-09-13  [2024-01-01]. （原始内容存档于2024-01-01） （日语）.
51. ↑  石井朋彥 2023，第8頁，
52. 1 2  Inagaki Takatoshi. . Nippon.Com. 2023-07-27  [2024-01-01]. （原始内容存档于2023-08-01） （英语）.
53. ↑  鈴木敏夫.  (藍光光碟). 台灣: 得利影視.  事件发生在 10秒至35秒. DMB2256 （日语）. …是聽他妻子說的…每天都會有一隻蒼鷺飛到他家的院子…開始產生了以他為故事主角的想法…。
54. ↑  石井朋彥 2023，第57頁，
55. ↑  女性自身編輯部. . 女性自身. 2024-03-04  [2024-03-11]. （原始内容存档于2024-03-08） （日语）.
56. ↑  約翰·康納利 2007，第46頁，〈新房子、新生兒、新國王〉
57. ↑  約翰·康納利 2007，第64-65頁，〈關於入侵者和變身種種〉
58. 1 2 3  新井敏記 2023，第18頁，
59. 1 2  Matteo Watzky. . Fullfrontal Moe. 2023-12-29  [2024-01-01]. （原始内容存档于2023-12-29） （英语）.
60. 1 2 3  Matt Schley. . 英國廣播公司新聞部. 2023-07-14  [2023-07-17]. （原始内容存档于2023-07-14） （英国英语）.
61. 1 2  . 東京藝術大學美術系設計科. 2018-08-29  [2024-01-01]. （原始内容存档于2019-07-17） （日语）.
62. 1 2 3  新井敏記 2023，第20頁，
63. 1 2  Bill Desowitz. . 獨立一線. 2023-11-22  [2024-01-01]. （原始内容存档于2023-11-22） （美国英语）.
64. 1 2 3  新井敏記 2023，第54頁，
65. ↑  . 文藝春秋. 2023-08-25  [2024-01-01]. （原始内容存档于2023-09-27） （日语）.
66. 1 2  新井敏記 2023，第57頁，
67. ↑  新井敏記 2023，第56頁，
68. 1 2  Matteo Watzky. . Fullfrontal Moe. 2023-10-20  [2024-01-01]. （原始内容存档于2023-12-28） （英语）.
69. 1 2 3  Matteo Watzky. . Fullfrontal Moe. 2023-11-24  [2024-01-01]. （原始内容存档于2023-12-31） （英语）.
70. ↑  石井朋彥 2023，第53頁，
71. ↑  . 日本雅虎. 2023-07-20  [2024-01-01]. （原始内容存档于2023-12-31） （日语）.
72. ↑  石井朋彥 2023，第51頁，
73. ↑  . . Anime Times. 2023-08-15  [2024-01-01]. （原始内容存档于2023-08-16） （日语）.
74. 1 2 3  石井朋彥 2023，第56頁，
75. 1 2 3 4  石井朋彥 2023，第57頁，
76. ↑  . . Sirabee. 2023-08-02  [2024-01-01]. （原始内容存档于2023-08-02） （日语）.
77. 1 2  新井敏記 2023，第48頁，
78. ↑  . Oricon. 2023-07-14  [2023-07-14]. （原始内容存档于2023-07-18） （日语）.
79. ↑  新井敏記 2023，第49頁，
80. 1 2 3 4  Anderson Erik. . Awards Watch. 2023-12-10  [2023-12-11]. （原始内容存档于2023-12-10） （美国英语）.
81. ↑  SWITCH Vol.41 No.9 2023，第41頁，
82. ↑  石井朋彥 2023，第14頁，
83. ↑  SWITCH Vol.41 No.9 2023，第42頁，.
84. ↑  . .   [2024-01-01]. （原始内容存档于2023-11-16） （日语）.
85. ↑  石井朋彥 2023，第25頁，
86. ↑  . . Real Sound. 2023-07-29  [2024-01-01]. （原始内容存档于2023-12-04） （日语）.
87. 1 2  Akito. . GNN新聞. 2023-12-12  [2024-01-01]. （原始内容存档于2023-12-14） （中文（臺灣））.
88. ↑  石井朋彥 2023，第17頁，
89. ↑  . 體育日本. 2023-07-15  [2024-01-01]. （原始内容存档于2023-12-27） （日语）.
90. ↑  石井朋彥 2023，第22頁，
91. ↑  . News Post Seven. 2023-07-26  [2024-01-01]. （原始内容存档于2023-07-27） （日语）.
92. ↑  石井朋彥 2023，第21頁，
93. ↑  . J-CAST. 2022-12-15  [2023-07-15]. （原始内容存档于2023-07-16） （日语）.
94. ↑  石井朋彥 2023，第18頁，
95. ↑  Patrick Brzeski. . 好萊塢報導. 2023-06-04  [2023-07-03]. （原始内容存档于2023-06-05） （美国英语）.
96. ↑  Evan Valentine. . ComicBook.com.   [2023-06-03]. （原始内容存档于2023-06-03） （美国英语）.
97. 1 2 3  . . Natalie. 2023-06-28  [2024-01-01]. （原始内容存档于2023-12-09） （日语）.
98. ↑  . . Natalie. 2023-11-15  [2024-01-01]. （原始内容存档于2023-11-16） （日语）.
99. ↑  酒井隆文. . AV Watch. 2023-06-27  [2023-06-27]. （原始内容存档于2023-06-28） （日语）.
100. ↑  . ITmedia NEWS.   [2023-07-12]. （原始内容存档于2023-07-15） （日语）.
101. ↑  . Oricon. 2023-07-14  [2023-07-14]. （原始内容存档于2023-07-15）.
102. 1 2  . 鏡週刊. 2023-10-08  [2024-01-01]. （原始内容存档于2023-10-16） （中文（臺灣））.
103. ↑  Akito. . GNN新聞. 2023-08-30  [2024-03-13]. （原始内容存档于2024-03-13） （中文（臺灣））.
104. ↑  . 星島頭條. 2023-09-12  [2024-01-01]. （原始内容存档于2023-09-14） （中文（香港））.
105. ↑  Patrick Frater. . 《綜藝》雜誌. 2023-07-14  [2023-07-15]. （原始内容存档于2023-07-14） （美国英语）.
106. 1 2  陈晨. . 澎湃新闻. 2024-01-12  [2024-03-17]. （原始内容存档于2024-03-17） （中文（中国大陆））.
107. ↑  汪淼. . IT之家. 2024-03-11  [2024-03-17]. （原始内容存档于2024-03-17） （中文（中国大陆））.
108. ↑  滕朝. . 新京报. 2024-03-14  [2024-03-17]. （原始内容存档于2024-03-17） （中文（中国大陆））.
109. ↑  陈云鸽. . 四川在线. 2024-03-14  [2024-03-17]. （原始内容存档于2024-03-17） （中文（中国大陆））.
110. ↑  . 新浪香港. 2023-07-28  [2023-07-28]. （原始内容存档于2023-07-28） （中文（香港））.
111. ↑  . 日本時報. 2023-08-18  [2023-08-19]. （原始内容存档于2023-08-19） （英语）.
112. ↑  . 錫切斯影展. 2023-09-12  [2024-01-01]. （原始内容存档于2023-09-29） （英语）.
113. ↑  Hilary Lewis. . 好萊塢報導. 2023-08-17  [2024-01-01]. （原始内容存档于2023-08-24） （美国英语）.
114. ↑  . .com. 2024-03-13  [2024-03-17]. （原始内容存档于2024-03-17） （日语）.
115. ↑  Akito. . GNN新聞網. 2024-03-13  [2024-03-17]. （原始内容存档于2024-03-17） （中文（臺灣））.
116. ↑  Vanessa Armstrong. . Reactor. 2024-03-14  [2024-03-17]. （原始内容存档于2024-03-14） （美国英语）.
117. ↑  Leo Huang. . HYPEBEAST. 2023-07-17  [2023-07-17]. （原始内容存档于2023-08-01） （中文（香港））.
118. 1 2  . .com. 2023-07-19  [2023-07-19]. （原始内容存档于2023-07-20） （日语）.
119. 1 2  Patrick Brzeski. . 好萊塢報導.   [2023-07-20]. （原始内容存档于2023-07-18） （美国英语）.
120. ↑  . Oricon. 2023-07-24  [2024-01-01]. （原始内容存档于2023-07-25） （日语）.
121. ↑  MANTANWEB編集部. . MANTANWEB. 2023-08-14  [2024-01-01]. （原始内容存档于2023-08-16） （日语）.
122. ↑  . Cinema Cafe. 2024-03-18  [2024-04-05]. （原始内容存档于2024-03-18） （日语）.
123. ↑  TNL編輯部. . 關鍵評論網. 2023-10-11  [2024-01-01]. （原始内容存档于2023-10-12） （中文（臺灣））.
124. ↑  . 自由時報. 2023-11-17  [2024-01-01]. （原始内容存档于2023-11-18） （中文（臺灣））.
125. ↑  . 明報. 2023-12-27  [2024-01-01]. （原始内容存档于2023-12-28） （中文（香港））.
126. ↑  鍾雁齡. . 聯合早報. 2023-12-10  [2024-01-05]. （原始内容存档于2023-12-28） （中文（新加坡））.
127. ↑  . 鳳凰網. 2024-04-03  [2024-04-11]. （原始内容存档于2024-04-11） （中文（中国大陆））.
128. ↑  . 騰訊網. 2024-04-07  [2024-04-11]. （原始内容存档于2024-04-11） （中文（中国大陆））.
129. ↑  . . K Style. 2023-10-27  [2024-01-01]. （原始内容存档于2023-10-28） （日语）.
130. ↑  . . K Style. 2023-10-31  [2024-01-01]. （原始内容存档于2023-11-08） （日语）.
131. ↑  . . Anime Anime. 203-12-12  [2024-01-01]. （原始内容存档于2023-12-16） （日语）.
132. 1 2  . Box Office Mojo.   [2024-01-01]. （原始内容存档于2023-12-16） （美国英语）.
133. ↑  Vincent Formica. . . 2023-11-15  [2024-01-01]. （原始内容存档于2023-11-16） （法语）.
134. ↑  . . 商業調頻電視台. 2023-12-06  [2024-01-01]. （原始内容存档于2023-12-24） （法语）.
135. ↑  （西班牙文）. . Cinerama.   [2024-01-01]. （原始内容存档于2023-12-12） （西班牙语）.
136. ↑  . 加拿大廣播公司. 2023-12-10  [2024-01-01]. （原始内容存档于2023-12-11） （加拿大英语）.
137. ↑  Rahul Malhotra. . Collider.   [2024-01-01]. （原始内容存档于2023-12-17） （美国英语）.
138. ↑  . Oricon. 2023-12-15  [2023-12-22]. （原始内容存档于2023-12-06） （日语）.
139. ↑  . 報知新聞社. 2023-12-27  [2024-01-01]. （原始内容存档于2023-12-28） （日语）.
140. 1 2 3  塚崎雄也 2023，第61頁，
141. ↑  澎湃讯. . Redian News.   [2023-07-17]. （原始内容存档于2023-07-17） （中文（中国大陆））.
142. ↑  . 東京體育. 2023-07-15  [2023-08-19]. （原始内容存档于2023-08-05） （日语）.
143. ↑  . 日本雅虎. 2023-07-17  [2023-07-17]. （原始内容存档于2023-07-21） （日语）.
144. ↑  . Filmarks.com.   [2023-07-17]. （原始内容存档于2023-07-17） （日语）.
145. ↑  . .com.   [2023-07-17]. （原始内容存档于2023-07-14） （日语）.
146. ↑  葛西祝. . IGN. 2023-07-22  [2023-07-23]. （原始内容存档于2023-07-23） （日语）.
147. ↑  . . CHE BUNBUN'S TIMA. 2023-07-15  [2023-07-23]. （原始内容存档于2023-07-15） （日语）.
148. 1 2  本間英士. . 產經新聞. 2023-07-30  [2023-07-30]. （原始内容存档于2023-07-30） （日语）.
149. ↑  塚崎雄也 2023，第59頁，
150. ↑  塚崎雄也 2023，第60頁，
151. ↑  . Rotten Tomatoes. Fandango Media.   [2024-01-08]. （原始内容存档于2024-01-04）.
152. ↑  . Metacritic.   [2024-01-07]. （原始内容存档于2024-01-03） （美国英语）.
153. ↑  . Metacritic.   [2024-01-09]. （原始内容存档于2024-01-09） （美国英语）.
154. ↑  Emma Steen. . Time Out. 2023-07-14  [2023-07-20]. （原始内容存档于2023-07-18） （英国英语）.
155. ↑  Marina Hyde. . 衛報. 2023-12-22  [2023-12-22]. （原始内容存档于2023-12-22） （英国英语）.
156. ↑  Ann Lee. . 衛報. 2023-12-18  [2024-01-01]. （原始内容存档于2023-12-19） （英国英语）.
157. ↑  Tomris Laffly. . TheWrap. 2023-09-07  [2024-01-01]. （原始内容存档于2023-10-17） （美国英语）.
158. ↑  David Ehrlich. . 獨立一線. 2023-09-07  [2024-01-01]. （原始内容存档于2023-10-02） （美国英语）.
159. ↑  Cezary Jan Strusiewicz. . Polygon. 2023-09-06  [2024-01-01]. （原始内容存档于2023-11-02） （美国英语）.
160. 1 2 3  野島剛. . 天下雜誌. 2023-08-08  [2023-08-10]. （原始内容存档于2023-12-18） （中文（臺灣））.
161. 1 2  . . . 2024-01-19  [2024-01-21]. （原始内容存档于2024-01-19） （日语）.
162. 1 2  . =.com. 2024-03-08  [2024-03-08]. （原始内容存档于2024-03-08） （日语）.
163. 1 2 3  Brent Lang; Jordan Moreau. . 《綜藝》雜誌. 2024-01-07  [2024-01-08]. （原始内容存档于2024-01-08） （美国英语）.
164. 1 2  . 英國電影學院獎. 2024-02-18  [2024-02-19]. （原始内容存档于2024-02-19） （英国英语）.
165. ↑  . 報知新聞社.   [2023-12-19]. 原始内容存档于2024-01-01 （日语）.
166. ↑  . @Press. 2023-12-21  [2023-12-22]. （原始内容存档于2023-12-22） （日语）.
167. ↑  . Niigata Animation Camp. 2023-12-21  [2023-12-22]. （原始内容存档于2024-02-25） （日语）.
168. ↑  Brent Lang. . 《綜藝》雜誌. 2023-09-17  [2023-10-28]. （原始内容存档于2023-09-18） （加拿大英语）.
169. ↑  . Imagine Filmfestival.   [2023-12-12]. （原始内容存档于2023-12-07） （英语）.
170. ↑  . 紐約影評人協會.   [2023-12-19]. （原始内容存档于2023-12-05） （美国英语）.
171. ↑  Chris Williams. . Michigan Movie Critics Guild. 2023-12-04  [2023-12-19]. （原始内容存档于2023-12-07） （美国英语）.
172. ↑  Clayton Davis. . 《綜藝》雜誌. 2023-12-06  [2023-12-12]. （原始内容存档于2023-12-08） （美国英语）.
173. 1 2  Clayton Davis. . 《綜藝》雜誌. 2023-12-10  [2023-12-12]. （原始内容存档于2023-12-11） （美国英语）.
174. ↑  Christian BlauveltL. . 獨立一線. 2023-12-11  [2024-02-26]. （原始内容存档于2023-12-21） （美国英语）.
175. 1 2  Darel Jevens. . 芝加哥太陽報. 2023-12-23  [2024-01-01]. （原始内容存档于2023-12-13） （美国英语）.
176. 1 2  Matt Neglia. . Next Best Picture. 2023-12-13  [2024-01-01]. （原始内容存档于2023-12-17） （美国英语）.
177. ↑  . 鳳凰城影評人協會.   [2023-12-19]. （原始内容存档于2023-12-15） （美国英语）.
178. ↑  Erik Anderson. . Awards Watch. 2023-12-18  [2024-01-01]. （原始内容存档于2023-12-25） （美国英语）.
179. ↑  . 多倫多影評人協會. 2023-12-17  [2023-12-19]. （原始内容存档于2023-12-18） （加拿大英语）.
180. 1 2  . Philadelphia Film Critics Circle. 2023-12-17  [2023-12-19]. （原始内容存档于2023-12-19） （美国英语）.
181. 1 2  Matt Neglia. . Next Best Picture. 2023-12-17  [2023-12-19]. （原始内容存档于2023-12-18） （美国英语）.
182. ↑  Matt Neglia. . Next Best Picture. 2023-12-18  [2024-01-01]. （原始内容存档于2023-12-19） （美国英语）.
183. ↑  Todd Jorgenson. . 達拉斯—沃斯堡影評人協會. 2023-12-18  [2023-12-19]. （原始内容存档于2023-12-18） （美国英语）.
184. ↑  . 聖地牙哥影評人協會. 2023-12-19  [2024-01-01]. （原始内容存档于2023-12-19） （美国英语）.
185. ↑  Matt Neglia. . Next Best Picture. 2023-12-21  [2024-01-01]. （原始内容存档于2023-12-22） （美国英语）.
186. 1 2 3 4  Matt Neglia. . Next Big Picture. 2023-12-21  [2023-12-22]. （原始内容存档于2023-12-21） （美国英语）.
187. ↑  Matt Neglia. . Next Best Picture. 2024-01-03  [2024-01-05]. （原始内容存档于2024-01-03） （美国英语）.
188. ↑  Matt Neglia. . Next Best Picture. 2024-01-03  [2024-01-04]. （原始内容存档于2024-01-04） （美国英语）.
189. ↑  . 女性電影記者聯盟. 2023-01-03  [2024-01-04]. （原始内容存档于2024-01-04） （美国英语）.
190. 1 2  Matt Neglia. . Next Best Picture. 2024-01-04  [2024-01-05]. （原始内容存档于2024-01-05） （美国英语）.
191. 1 2  Matt Neglia. . Next Best Picture. 2024-01-05  [2024-01-06]. （原始内容存档于2024-01-06） （美国英语）.
192. ↑  Adam McDonald. . 猶他影評人協會. 2024-01-06  [2024-01-08]. （原始内容存档于2024-01-08） （美国英语）.
193. 1 2  Matt Neglia. . Next Best Picture. 2024-01-06  [2024-01-07]. （原始内容存档于2024-01-06） （美国英语）.
194. 1 2  Matt Neglia. . Next Best Picture. 2024-01-07  [2024-01-07]. （原始内容存档于2024-01-07） （美国英语）.
195. 1 2 3  Ben Rolph. . Discussing Film. 2024-01-06  [2024-01-07]. （原始内容存档于2024-01-06） （美国英语）.
196. 1 2  Matt Neglia. . Next Best Picture. 2024-01-08  [2024-01-10]. （原始内容存档于2024-01-08） （美国英语）.
197. ↑  . 舊金山灣區影評人協會.   [2024-01-10]. 原始内容存档于2024-03-10 （美国英语）.
198. ↑  . 爛番茄.   [2024-01-12]. （原始内容存档于2024-01-12） （美国英语）.
199. 1 2  Matt Neglia. . Next Big Picture. 2024-01-10  [2024-01-12]. （原始内容存档于2024-01-12） （美国英语）.
200. 1 2 3  .   [2024-01-12]. （原始内容存档于2024-01-12） （美国英语）.
201. ↑  Matt Neglia. . Next Best Picture. 2024-01-12  [2024-01-14]. （原始内容存档于2024-01-12） （美国英语）.
202. 1 2  Matt Neglia. . Next Best Picture. 2024-01-12  [2024-01-14]. （原始内容存档于2024-01-12） （美国英语）.
203. ↑  Ethan Shanfeld. . 《綜藝》雜誌. 2024-01-14  [2024-01-15]. （原始内容存档于2024-10-15） （美国英语）.
204. 1 2  . Portland Critics Association.   [2024-01-17]. （原始内容存档于2024-01-17） （美国英语）.
205. ↑  Matt Neglia. . Next Best Picture. 2024-01-15  [2024-01-17]. （原始内容存档于2024-01-15） （美国英语）.
206. 1 2 3  Matt Neglia. . Next Best Picture. 2024-01-15  [2024-01-17]. （原始内容存档于2024-01-17） （美国英语）.
207. 1 2 3  Matt Neglia. . Next Best Picture. 2024-01-19  [2024-01-23]. （原始内容存档于2024-01-20） （美国英语）.
208. 1 2  Matt Neglia. . Next Best Picture. 2024-01-22  [2024-01-23]. （原始内容存档于2024-01-22） （美国英语）.
209. ↑  Matt Neglia. . Next Best Picture. 2024-01-22  [2024-01-23]. （原始内容存档于2024-01-22） （美国英语）.
210. 1 2  Rich Cline. . 倫敦影評人協會獎. 2024-02-04  [2024-02-05]. （原始内容存档于2024-02-05） （英国英语）.
211. ↑  Matthew Liedke. . The Minnesota Film Critics Alliance. 2024-02-04  [2024-02-05]. （原始内容存档于2024-02-05） （美国英语）.
212. ↑  Jazz Tangcay. . 《綜藝》雜誌. 2024-02-10  [2024-02-12]. （原始内容存档于2024-02-11） （美国英语）.
213. 1 2 3 4  Erik Anderson. . Awards Watch. 2024-02-11  [2024-02-12]. （原始内容存档于2024-02-12） （美国英语）.
214. ↑  Matt Neglia. . Next Best Picture. 2024-02-13  [2024-02-13]. （原始内容存档于2024-02-13） （美国英语）.
215. ↑  Zoe G Phillips. . 好萊塢報導. 2024-02-13  [2024-02-14]. （原始内容存档于2024-02-14） （美国英语）.
216. 1 2 3 4 5 6 7  . 安妮獎. 2024-02-18  [2024-02-18]. （原始内容存档于2024-02-18） （美国英语）.
217. 1 2 3 4  Matt Neglia. . Next Best Picture. 2024-02-19  [2024-02-19]. （原始内容存档于2024-02-19） （美国英语）.
218. ↑  . 英國電影學院獎. 2024-01-05  [2024-01-10]. （原始内容存档于2024-01-08） （英国英语）.
219. ↑  Jon. . International Film Music Critics Association. 2024-02-08  [2024-02-26]. （原始内容存档于2024-02-09） （英语）.
220. ↑  Jon. . International Film Music Critics Association. 2024-02-22  [2024-02-26]. （原始内容存档于2024-02-23） （英语）.
221. ↑  Samantha Bergreson; Ryan Lattanzio. . 獨立一線. 2024-02-25  [2024-02-26]. （原始内容存档于2024-02-26） （美国英语）.
222. 1 2 3  Tyler Coates. . 好萊塢報導. 2024-02-26  [2024-02-27]. （原始内容存档于2024-02-26） （美国英语）.
223. 1 2 3  Matt Neglia. . Next Best Picture. 2024-02-26  [2024-02-29]. （原始内容存档于2024-02-26） （美国英语）.
224. ↑  . Cinema Audio Society. 2024-03-03  [2024-03-04]. （原始内容存档于2024-03-04） （美国英语）.
225. ↑  . Online Film & Television Association. 2024-03-03  [2024-03-04]. （原始内容存档于2024-03-04） （美国英语）.
226. ↑  IPA ADMIN. . 國際記者協會. 2024-03-04  [2024-03-04]. （原始内容存档于2024-03-04） （美国英语）.
227. ↑  Matt Neglia. . Next Best Picture. 2024-04-04  [2024-04-05]. （原始内容存档于2024-04-04） （美国英语）.
228. ↑  . HMV. 2023-07-26  [2024-05-01]. （原始内容存档于2023-07-28） （日语）.
229. ↑  . 法米通. 2023-08-02  [2024-05-01]. （原始内容存档于2023-08-02） （日语）.
230. ↑  . Oricon. 2023-08-07  [2024-05-01]. （原始内容存档于2023-08-10） （日语）.
231. ↑  . 日本告示牌.   [2024-05-01]. （原始内容存档于2023-10-01） （日语）.
232. ↑  酒井隆文. . AV Watch. 2024-04-26  [2024-05-01]. （原始内容存档于2024-04-27） （日语）.
233. ↑  . Oricon. 2024-07-11  [2024-07-17]. （原始内容存档于2024-07-16） （日语）.
234. ↑  酒井隆文. . AV Watch. 2024-03-22  [2024-05-01]. （原始内容存档于2024-03-27） （日语）.
235. ↑  Todd Spangler. . 《綜藝》雜誌. 2024-03-12  [2024-05-01]. （原始内容存档于2024-04-30） （美国英语）.

## 外部連結
- 吉卜力工作室的《蒼鷺與少年》官方資訊（日語）
- 互联网电影数据库（IMDb）上《蒼鷺與少年》的资料（英文）
- 豆瓣电影上《蒼鷺與少年》的資料 （简体中文）